# Guillaume Ier d'Orange-Nassau
Pour les articles homonymes, voir Guillaume Ier et Guillaume d'Orange.
Guillaume de Nassau (en néerlandais : Willem van Oranje, Guillaume d'Orange), dit également Guillaume le Taciturne (Willem de Zwijger), né le 24 avril 1533 à Dillenburg et mort assassiné au Prinsenhof de Delft le 10 juillet 1584, est un prince d'Orange et comte de Nassau à partir de 1544, puis de Katzenelbogen, de Vianden, burgrave d'Anvers, stathouder de Hollande, de Voorne, de Zélande, de Frise occidentale et d'Utrecht à partir de 1559. Il gouverne un territoire partagé actuellement entre la Belgique et les Pays-Bas.
À l'origine membre de l'entourage de Charles Quint et fidèle partisan des Habsbourg, Guillaume d'Orange est surtout connu pour avoir été l'initiateur et le chef de la révolte des Pays-Bas espagnols contre le roi d'Espagne Philippe II, fils de Charles Quint. Cette révolte entraîna une volonté d'émancipation des États généraux (gouvernement) qui conduisit à l'indépendance des Pays-Bas du Nord, les Provinces-Unies, alors que les Pays-Bas du Sud, la Belgica Regia, retombaient sous la domination espagnole après la guerre de Quatre-Vingts Ans.
Les avis sur le prince sont partagés, mais, considéré par l'historien Jan Romein (en) comme le « fondateur de la civilisation néerlandaise », honoré du titre de « vader des vaderlands » (« père de la patrie »), et inscrit au canon historique des Pays-Bas, c'est l'un des personnages clefs de la fondation de la nation néerlandaise, bien qu'il ait en fait espéré libérer la totalité des Pays-Bas, Belgique comprise, du joug de l'Espagne. À l'époque, on appelle parfois ces territoires Belgica Foederata pour le nord et Belgica Regia pour le sud, ou encore la Généralité que l'empereur germanique et roi d'Espagne Charles Quint, héritier des ducs de Bourgogne, avait constituée en un tout indissociable par la Pragmatique Sanction de 1549.
L'hymne national hollandais « Het Wilhelmus » est écrit en l'honneur du prince d'Orange par le baron de Sainte-Aldegonde, gentilhomme de famille savoyarde, mais né à Bruxelles, qui soutint le prince et la révolte depuis ses origines. Élevé à Bruxelles, le prince d'Orange parlait l'allemand, langue de sa famille de Nassau, le français, langue de la cour de Bruxelles depuis les ducs de Bourgogne et sous Charles Quint, et le néerlandais. Sa devise, « Je maintiendrai », est celle des Pays-Bas au XXIe siècle.

## Biographie

### Origines familiales et jeunesse

#### Naissance et enfance (1533-1544)
Guillaume d'Orange naît le jeudi 24 avril 1533 à Dillenburg, ville aujourd'hui située en Allemagne, dans le Land de Hesse.
Il est le fils de Guillaume de Nassau-Dillenbourg (1487-1559), d'une branche de la maison de Nassau remontant à Jean Ier de Nassau-Dillenbourg (1339-1416), et de Julienne de Stolberg (1506-1580), qui sont de confession luthérienne.
Il est baptisé le 4 mai au cours d'une cérémonie hybride : après une messe catholique le matin, le baptême, la lecture de l'évangile et le sermon se font à la façon luthérienne.
Son éducation scolaire commence alors qu'il a cinq ans et demi ; elle comprend l'étude du latin, du français, de l'italien, du calcul et de l'histoire sainte.

#### Prince d'Orange (1544)
La maison de Nassau est à l'origine une famille allemande de Rhénanie (Nassau se situe aujourd'hui dans le Land de Rhénanie-Palatinat).
Guillaume de Nassau-Dillenbourg est le frère cadet de Henri III de Nassau-Bréda (1483-1538), époux de Claude de Chalon (1498-1521). Leur fils René devient prince d'Orange à la mort de Philibert de Chalon (1502-1530), frère de Claude.
Le 15 juillet 1544, René meurt sans descendance au cours du siège de Saint-Dizier (juillet-août 1544). Il fait de son cousin Guillaume son héritier, notamment pour la principauté d'Orange, à condition qu'il soit désormais élevé dans la foi catholique et qu'il vienne vivre au château de Bréda.
Guillaume quitte Dillenburg le 22 août 1544.

#### Éducation aux Pays-Bas
Au château de Bréda, son éducation est supervisée par Claude Bouton de Corbaron. Il apprend l'histoire, le droit, la théologie, l'art, les sciences, mais surtout les langues.
Devenu adolescent, il prend de l'importance à la cour de Bruxelles, Charles Quint prévoyant sans doute[pas clair] de lui confier un jour le gouvernement des Dix-Sept Provinces.

### Un notable des Pays-Bas des Habsbourg

#### Les Pays-Bas au milieu duXVIesiècle
Les Pays-Bas, qui s'étendent alors de Groningue au nord à l'Artois au sud, sont constituées de dix-sept provinces, fiefs du Saint-Empire romain germanique, réunies depuis le XIVe siècle par les ducs de Bourgogne, puis passées à la maison de Habsbourg à la mort en 1482 de Marie de Bourgogne, fille de Charles le Téméraire et épouse de Maximilien d'Autriche (1465-1519), empereur de 1494 à sa mort.
Sur le plan institutionnel, les Pays-Bas des Habsbourg occupent une place particulière dans le Saint-Empire : depuis 1512, ils forment (avec le comté de Bourgogne) le cercle de Bourgogne ; en 1549, par une Pragmatique Sanction, Charles Quint dote les dix-sept provinces d'un système successoral unifié. Des organismes unitaires existent (le Conseil d'État et le Grand conseil de Malines, notamment). De temps à autre, des États généraux sont réunis, en plus des États provinciaux traditionnels. Enfin, en 1560, la réforme des diocèses remplace les six évêchés d'origine antique (sans aucun archevêché) par dix-huit évêchés dont trois archevêchés (Cambrai, Utrecht et Malines, ce dernier étant siège primatial).
De 1516 à 1555, leur souverain est le petit-fils de Maximilien et de Marie de Bourgogne, Charles de Habsbourg (1500-1558), devenu aussi roi de Castille et d'Aragon en 1516, et élu empereur en 1520 sous le nom de Charles V, couramment : Charles Quint. Celui-ci ne pouvant être présent en permanence aux Pays-Bas, le gouvernement en est confié à un régent : en 1544, c'est sa sœur, Marie de Hongrie, dont la cour réside principalement à Bruxelles, capitale du duché de Brabant, qui est chargée de cette fonction. Le souverain est aussi représenté dans chaque province par un stathouder (lieutenant-gouverneur).
Le duché de Brabant est la principale des dix-sept provinces, avec les villes de Bruxelles (capitale), de Malines (siège de la cour suprême), de Louvain (université) et d'Anvers, qui, en 1550, est une place économique de rang mondial, participant au commerce avec les territoires américains et asiatiques. Le comté de Flandre (Bruges, Gand), qui a connu son apogée au XIIIe siècle, est relégué au second plan.
En octobre 1555, Charles abdique les couronnes des Pays-Bas au profit de son fils aîné Philippe, qui reçoit les couronnes espagnoles en janvier 1556, devenant Philippe II d'Espagne (mais Philippe IV de Brabant, Philippe III de Hainaut, etc.).

#### Premier mariage de Guillaume d'Orange (1551)
La question du mariage du prince se pose à la fin de son adolescence. Maximilien d'Egmont avait souhaité sur son lit de mort qu'il épouse sa fille, la comtesse Anne d'Egmont de Buren. L'empereur y consent à la fin de l'année 1550 après deux ans de négociations ; les deux familles signent le contrat le 6 juillet 1551, et le mariage a lieu le 8 juillet suivant. Il y gagne une rente de 30 000 guldens, ainsi que de nombreuses seigneuries et châteaux dans les Dix-Sept Provinces.

#### Au service de Charles Quint dans les guerres contre la France
Charles Quint a conclu une trêve avec François Ier en 1544, mais Henri II adopte dès 1548 une attitude assez offensive. En 1551, à la suite de l'élection du pape Jules II, hostile à la France, une dixième guerre d'Italie est en vue, la cinquième impliquant Charles Quint face au roi de France. Le commandement en chef est confié à Lamoral d'Egmont (1522-1568).
Le 16 décembre 1551, Guillaume est mis à la tête d'une compagnie de cavalerie et est chargé de lever des troupes. Il reçoit l'hommage de la ville de Bréda le 29 mars 1552. Le 27 avril, il est promu colonel, devant former dix compagnies, ce qui lui cause des soucis financiers.
Au cours de cette guerre, qui prend fin en 1566 par une nouvelle trêve, il n'a pas l'occasion de rencontrer les troupes françaises, étant chargé de missions secondaires.
En vue de la onzième guerre d'Italie, il est nommé capitaine général de l'armée de la Meuse le 22 juillet 1555.
Il prend la ville de Fagnolle qui se rend dès la première sommation le 18 août 1555, puis Couvin qu'il fait raser, dans le but d'isoler la ville assiégée de Mariembourg.[pas clair].
Il est appelé à Bruxelles pour assister aux cérémonies d'abdication de Charles Quint (25 octobre 1555), durant lesquelles l'empereur s'appuie sur son épaule.

#### Au service dePhilippeIIpendant la onzième guerre d'Italie (1557-1559)

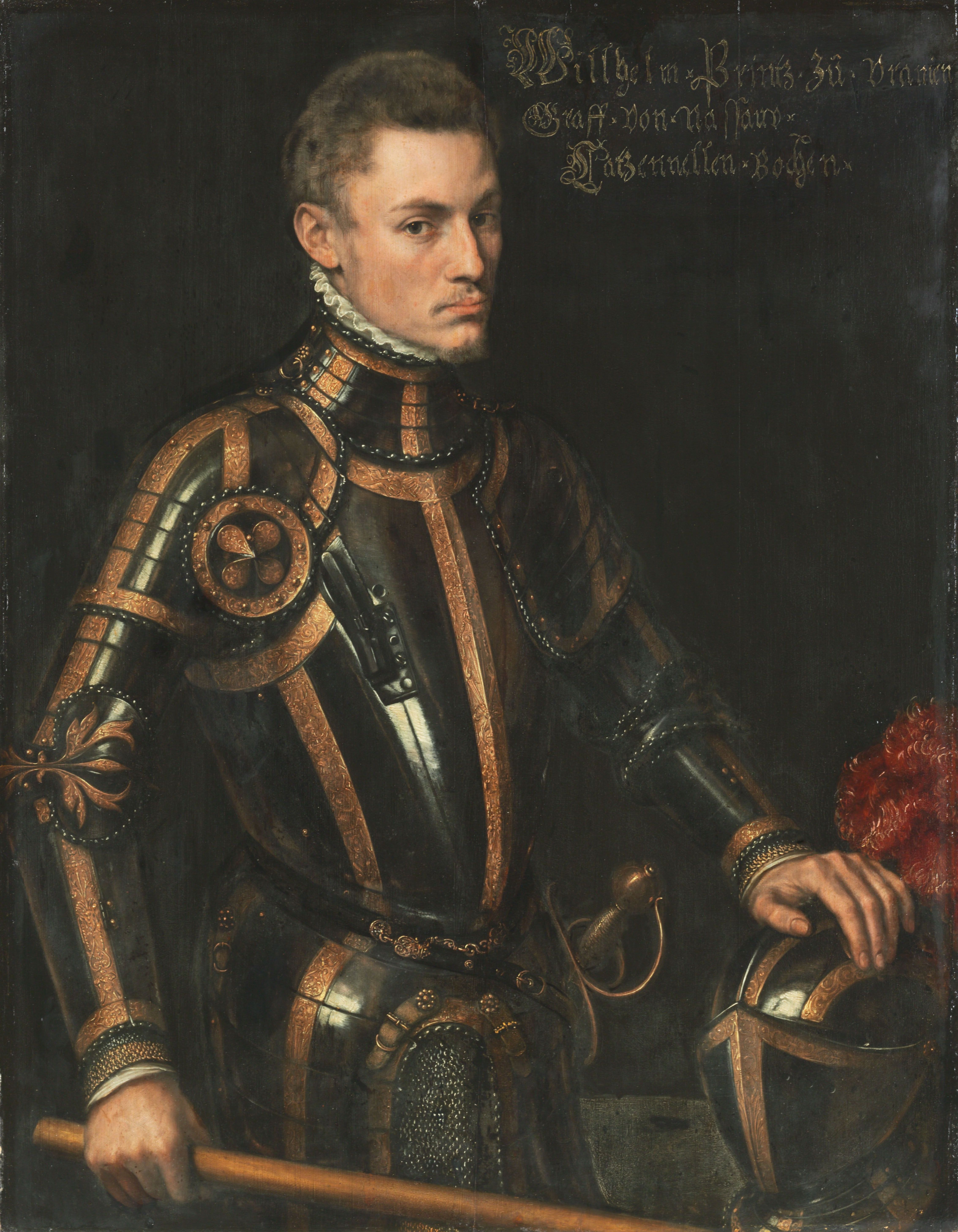
Guillaume d'Orange en 1555.
Portrait peint par Antonio Moro.

Philippe cherche à faire du prince d'Orange un fidèle : il le fait entrer au Conseil d'État le 30 novembre 1555 et dans l'ordre de la Toison d'or le 30 janvier 1556. L'appartenance à cet ordre implique notamment la volonté de défendre la religion catholique.
Pendant la guerre qui commence quelques mois plus tard, ses armées d'origines très diverses sont frappées par la peste, manquent d'approvisionnement et sont mal payées ; elles sont fréquemment au bord de la mutinerie.
Entré au Conseil des finances, il présente des remontrances sur le mauvais état des finances du pays, et demande que les Pays-Bas ne soient pas seuls à contribuer aux dépenses militaires. Appuyé par Emmanuel-Philibert de Savoie, régent des Pays-Bas, et par tout le Conseil d'État, il obtient des contributions du Trésor de Castille, ainsi que l'intervention de troupes anglaises.
Philippe II prend alors conscience que le prince d'Orange incarne un courant d'opposition à son pouvoir.
L'épouse de Guillaume, Anne d'Egmont, meurt à l'âge de 25 ans le 24 mars 1558, après lui avoir donné trois enfants, dont un mort à 2 ans.
Les 29 et 30 décembre 1558, Guillaume joue un rôle important lors de la cérémonie funéraire de Charles Quint, organisée à Bruxelles par Philippe II, en l'absence de la dépouille de l'empereur, mort le 21 septembre au monastère de Yuste (Castille) et inhumé sur place (puis au palais de l'Escurial en 1574).
À la suite de la victoire remportée par Philippe II à Saint-Quentin (1557) et compte tenu de l'état de ses finances, des négociations engagées avec la France aboutissent aux traités du Cateau-Cambrésis (avril 1559) : la France renonce à toute prétention en Italie ; Henri II et Philippe II veulent donner la priorité à la lutte contre le protestantisme dans leurs États, alors que dans l'Empire Charles Quint a dû signer en 1555 la paix d'Augsbourg qui laisse la religion au choix des princes (Cujus regio, ejus religio). Mais Henri II meurt accidentellement le 10 juillet 1559 et la France, où règnent de très jeunes rois (sous la tutelle de Catherine de Médicis), va rapidement sombrer dans les guerres de religion (1562-1598).
La guerre achevée, Guillaume parvient à licencier une bonne partie de ses troupes, bien qu'il ne dispose que de très peu d'argent.

#### Du traité du Cateau-Cambrésis (avril 1559) au départ dePhilippeII(août 1559)
Durant l'été 1559, des discussions sont menées aux Pays-Bas à propos de la politique religieuse à suivre ; c'est aussi l'époque où est mise en place la réforme des diocèses, qui renforce l'organisation de l'Église catholique. À ces discussions participe notamment le duc d'Albe, Ferdinand Alvare de Tolède, qui prône l'introduction aux Pays-Bas de l'Inquisition (à la mode espagnole) et une politique de répression intransigeante, incluant la peine de mort pour tous les hérétiques, alors que nombre de catholiques néerlandais du courant érasmien admettent la liberté d'opinion religieuse, voire une certaine liberté de culte dans l'espace public. Guillaume d'Orange cache ses réserves face aux propositions du duc d'Albe[pas clair].
Philippe II, qui veut retourner en Espagne (son pays de naissance), doit choisir un nouveau gouverneur général à la place du duc de Savoie, Emmanuel-Philibert. Ne voulant pas nommer un aristocrate néerlandais (Egmont ou Orange) trop indépendant, il choisit sa demi-sœur Marguerite de Parme. Cette nomination est mal accueillie par les nobles, entre autres parce que la princesse est un enfant naturel (légitimé) de Charles Quint, né en 1522, à une date où l'empereur était encore célibataire : pour certains, elle n'est rien d'autre qu'une « bâtarde ». Elle est cependant originaire des Pays-Bas (Audenarde en Flandre) et a été élevée à la cour de Bruxelles avant de partir pour l'Italie. Vivant à Parme depuis 1536, elle est venue à Bruxelles en 1556 pour accompagner son fils, Alexandre, qui, en vertu du traité de Gand (15 septembre 1556) entre Octave Farnèse et Philippe II, doit résider auprès du roi d'Espagne.
Afin d'apaiser les critiques, Philippe II se montre généreux : ainsi, Guillaume d'Orange reçoit 40 000 écus et est nommé stathouder (stadhouder, « lieutenant(-gouverneur) ») de Hollande, de Zélande, de Frise occidentale et de la province d'Utrecht : c'est l'origine du titre de « stathouder », qui caractérise ensuite les chefs de la maison d'Orange-Nassau, y compris aux Provinces-Unies après 1581.
Une séance des États généraux a lieu le 7 août 1559 à Gand, avant le départ de Philippe II pour l'Espagne. Les députés demandent le départ des troupes espagnoles encore présentes aux Pays-Bas, considérées comme étrangères, ce que Philippe prend très mal.
Lors de ses adieux quelques jours plus tard, le roi d'Espagne se montre glacial envers le prince d'Orange.
Peu après, le 6 octobre 1559, Guillaume de Nassau-Dillenbourg meurt : Guillaume d'Orange devient alors chef de la maison de Nassau-Dillenbourg.

#### Sous la régence de Marguerite de Parme

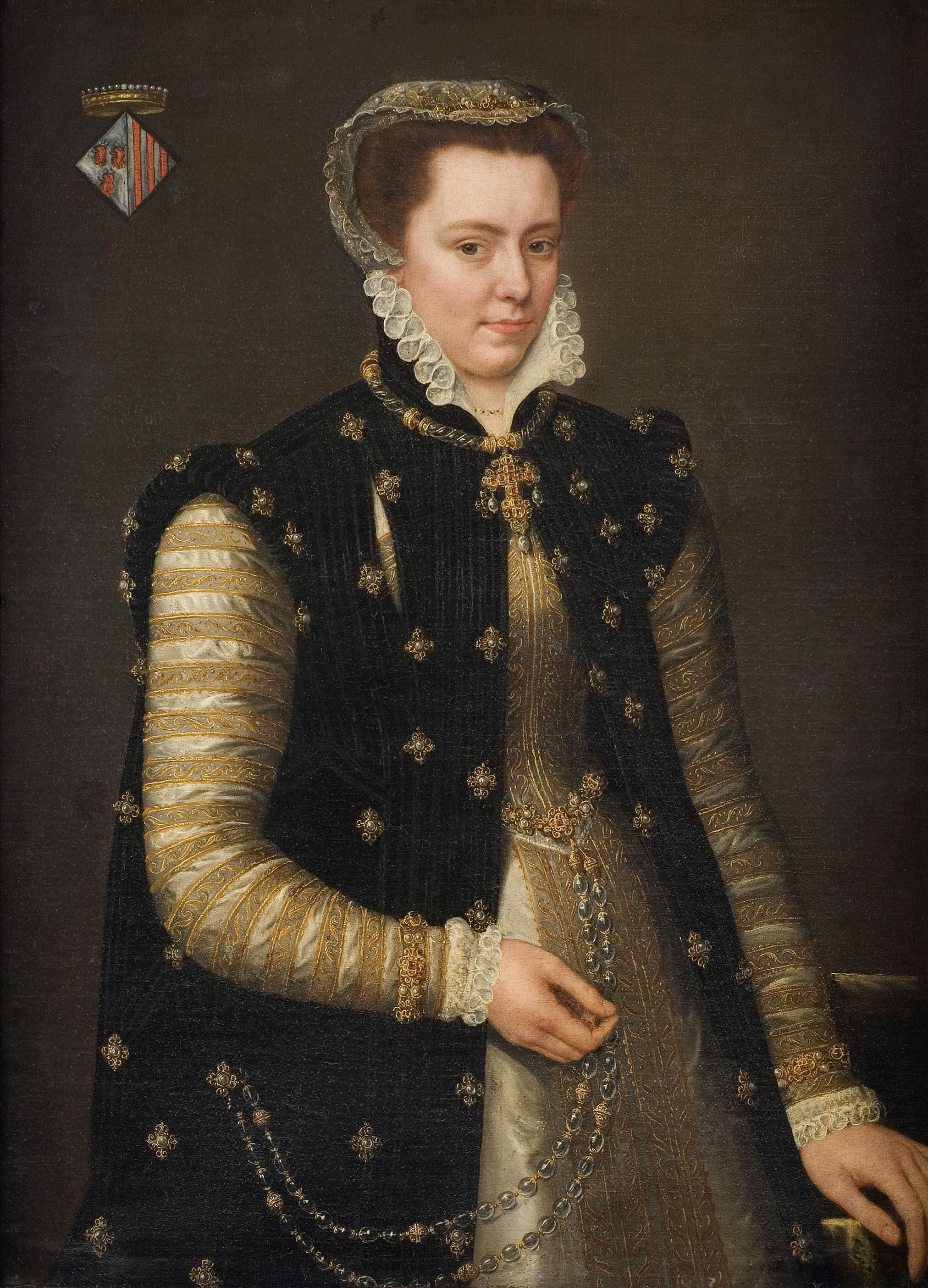
Marguerite de Parme.

Après son départ pour l'Espagne, Philippe confie la régence des Pays-Bas à sa demi-sœur Marguerite de Parme (1522-1586), qui remplace Emmanuel-Philibert de Savoie.
Si l'administration des Pays-Bas se fait officiellement en passant par le Conseil d’État, composé des stadhouders et de la haute noblesse, un conseil secret créé par Philippe II et composé de Charles de Berlaymont, Antoine Perrenot de Granvelle et Viglius van Aytta est chargé de prendre les décisions les plus importantes, concernant notamment la fiscalité, l'ordre, l'administration et la religion, et de ce fait transforme le Conseil d'État en simple chambre consultative. Trois contentieux sont rapidement soulevés : la présence de troupes espagnoles dans les Dix-Sept Provinces, l'érection des nouveaux diocèses aux Pays-Bas espagnols, et la lutte contre le protestantisme. Des troupes espagnoles restant des guerres d'Italie et fortes d'environ 3 000 hommes ne sont en effet pas payées et pillent le pays. Après de nombreuses tergiversations de Philippe II, et sous la menace de la démission simultanée d'Orange et d'Egmont, les troupes partent finalement en janvier 1561. La création des nouveaux évêchés, si elle était réclamée depuis longtemps et d'une utilité incontestable, se fait, à travers la bulle Super Universas, sans consulter les instances temporelles ou spirituelles des Dix-Sept Provinces. Le Conseil d'État marque son inquiétude par rapport à cette réforme, alors que la noblesse craint de ne plus pouvoir nommer aux postes importants du clergé ses cadets, et que le reste de la population s'inquiète d'une montée de l'intolérance et de l'arrivée de l'Inquisition. Celle-ci, officiellement mise en place en 1524 par Charles Quint, n'était en réalité que peu appliquée. Philippe II, lui, est bien plus attaché au respect de la foi catholique. Dès avant 1560, il insiste sur le besoin d'une répression contre les protestants, et introduit la compagnie de Jésus dans les Pays-Bas.

### Entrée en dissidence de Guillaume le Taciturne

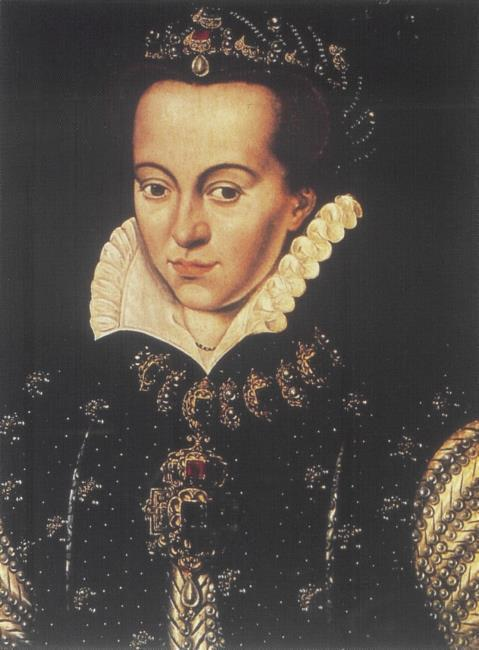
Anne de Saxe.

#### Remariage avec la protestante Anne de Saxe (août 1561)
Guillaume cherche ensuite à se remarier, et le parti d'Anne de Saxe se présente à lui. Cependant, elle est luthérienne et la maison de Saxe est historiquement opposée aux intérêts des Habsbourg. Après avoir demandé à Philippe II son autorisation, c'est Granvelle qui traite l'affaire, et s'oppose tout d'abord au mariage d'un catholique avec une hérétique ; de même la maison de Saxe, si elle voit un appui potentiel, est réticente à cette union inter-religieuse. Guillaume promet alors simultanément devant Philippe II que sa femme se convertira au catholicisme, et devant le duc de Saxe qu'elle gardera le droit de pratiquer le luthéranisme et que les enfants à venir seront éduqués selon cette confession. Le mariage a lieu à Leipzig le 24 août 1561, mais en l'absence des grands seigneurs néerlandais auxquels Philippe II a donné l'interdiction de participer. De retour à Bruxelles, Anne assiste à la messe catholique quotidienne et donne des gages suffisants pour rassurer Marguerite de Parme. De plus, lors d'une révolte calviniste dans la principauté d'Orange, Guillaume expulse les protestants et interdit tout culte non catholique, ce qui est apprécié par Philippe II.
Le mariage donnera un fils, Maurice de Nassau, et des filles, mais ne sera pas fort heureux, d'autant qu'Anne de Saxe présente certains signes de folie.

#### Différends politiques avec Philippe II
Alors que la première guerre de religion éclate en France, le roi d'Espagne souhaite aider la France et le camp catholique, en demandant aux Pays-Bas de financer la guerre. La plupart des nobles font remarquer que les provinces ne sont pas en état de soutenir financièrement une guerre, mais Guillaume d'Orange s'oppose frontalement à l'envoi de troupes à l'extérieur sans approbation des États généraux. Les Dix-Sept Provinces opposent une forte résistance à la volonté d'intervention en France, et à l'installation des nouveaux évêques prévus par la réforme des diocèses, montrant ainsi leur mécontentement face aux autorités du roi Philippe II.

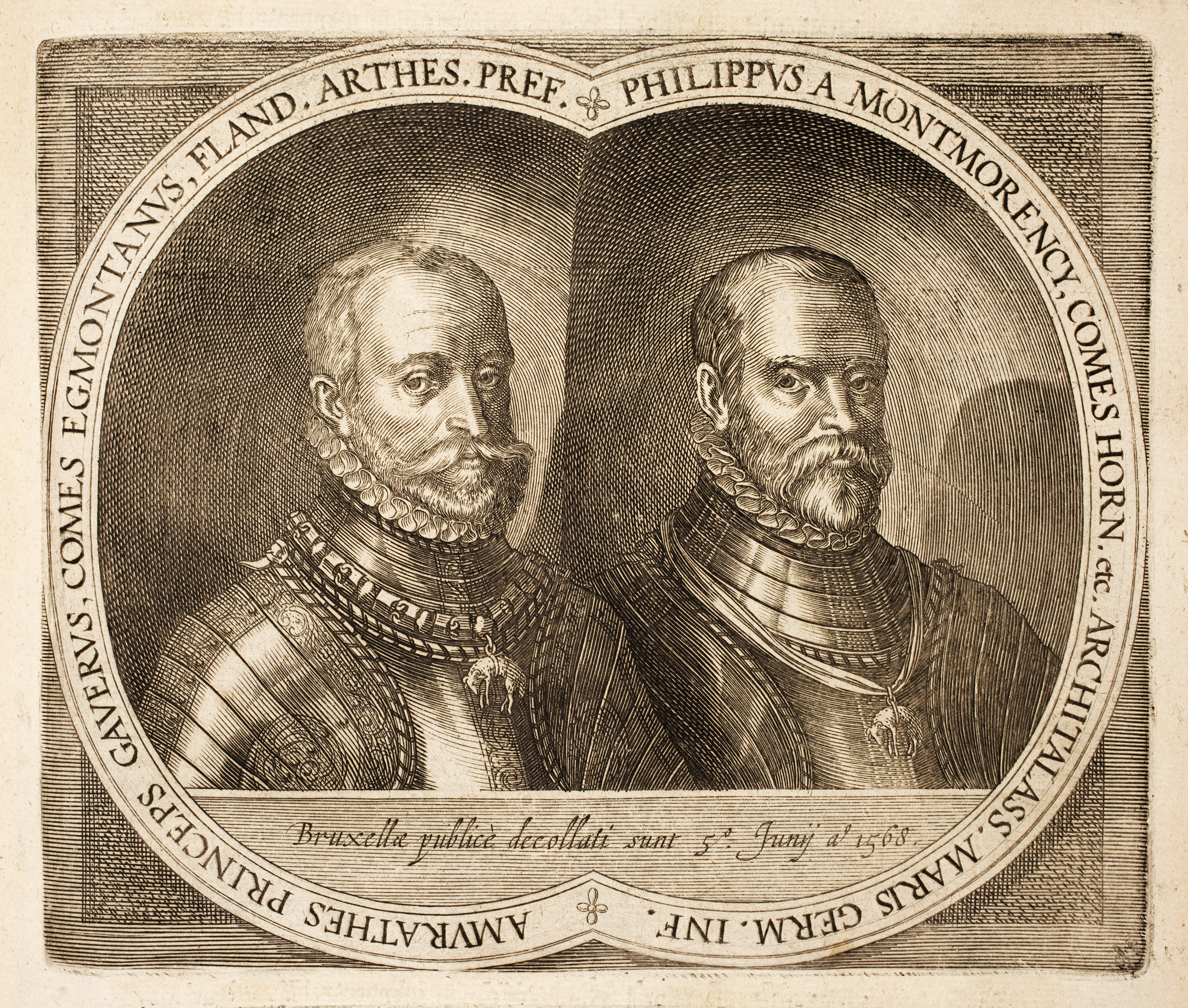
Les comtes de Hornes et d'Egmont.

Le 11 mars 1563, Guillaume rédige avec Philippe de Montmorency, comte de Hornes, et Lamoral, comte d'Egmont, une lettre virulente destinée à Philippe II, dans laquelle il demande notamment le départ de Granvelle, contre lequel des pamphlets circulent et cible d'une forte animosité, tout en assurant le roi de leur fidélité et leur foi catholique. Le 29 juillet 1563, ils envoient une lettre exigeant de nouveau le rappel de Granvelle, et menacent cette fois d'un refus de siéger au Conseil d'État s'ils n'obtiennent pas satisfaction. Une nouvelle aide financière dont Philippe II aurait grand besoin devait en effet être votée, rendant lourde de conséquences cette menace. Le 12 mars 1564, le cardinal de Granvelle quitte Bruxelles, et les nobles participent de nouveau au Conseil d'État le 18 mars 1564. Si le départ du cardinal provoque la joie des nobles, ce n'est en fait qu'une étape de leurs revendications qu'ils continuent d'adresser vers Marguerite de Parme ou Philippe II.
À la suite du concile de Trente qui se termine le 4 décembre 1563, Philippe II souhaite montrer qu'il est un des grands souverains catholiques d'Europe, et ordonne son application dans les Pays-Bas dès août 1564, ce qui provoque le mécontentement de l'ensemble de la population, car les États n'ont pas pris part à cette décision. Orange, Hornes et Egmont demandent à Philippe II de suspendre l'application des nouvelles mesures, et souhaitent également que le roi revienne aux Pays-Bas. Celui-ci s'engage à revenir bientôt, mais exige l'application des décrets conciliaires. Le Conseil d'État propose au roi un texte intermédiaire, comportant un adoucissement des persécutions contre les protestants, plus d'argent pour les provinces et de pouvoir au Conseil d'État ; Egmont est chargé de cette proposition et part pour l'Espagne en janvier 1565. Bien accueilli en Espagne, il rentre à Bruxelles le 30 avril, accompagné d'Alexandre Farnèse. Cependant, une semaine après, un ordre de Philippe II exige l'application intégrale des décrets conciliaires, et l'interdiction de la convocation des États généraux tant que les affaires religieuses ne sont pas ordonnées. Le 24 janvier 1566, Guillaume d'Orange écrit à Marguerite de Parme qu'il refuse d'exécuter le renforcement des peines contre les hérétiques.
L'été 1565 est particulièrement sec, ce qui a des conséquences désastreuses pour l'agriculture. De plus, à la suite de la guerre nordique de Sept Ans, le Sund est fermé par le Danemark, ce qui ferme aux ports néerlandais l'accès à la Baltique. L'hiver qui suit arrive particulièrement tôt, les prix du blé s'envolent, une situation de disette s'installe.
Au comte d'Egmont, porte-parole, dès 1565, auprès de Philippe II pour lui demander moins de rigueur, le roi d'Espagne répond qu'il répliquera à la violence par la violence[réf. nécessaire]. Cela entraîne une nouvelle démission de Guillaume d'Orange, avec Egmont et Montmorency soutenus par le marquis de Berghes et le comte de Meghem qui démissionnent aussi du stathoudérat[Quand ?].

#### Une tentative de conciliation: le Compromis des Nobles (1566)

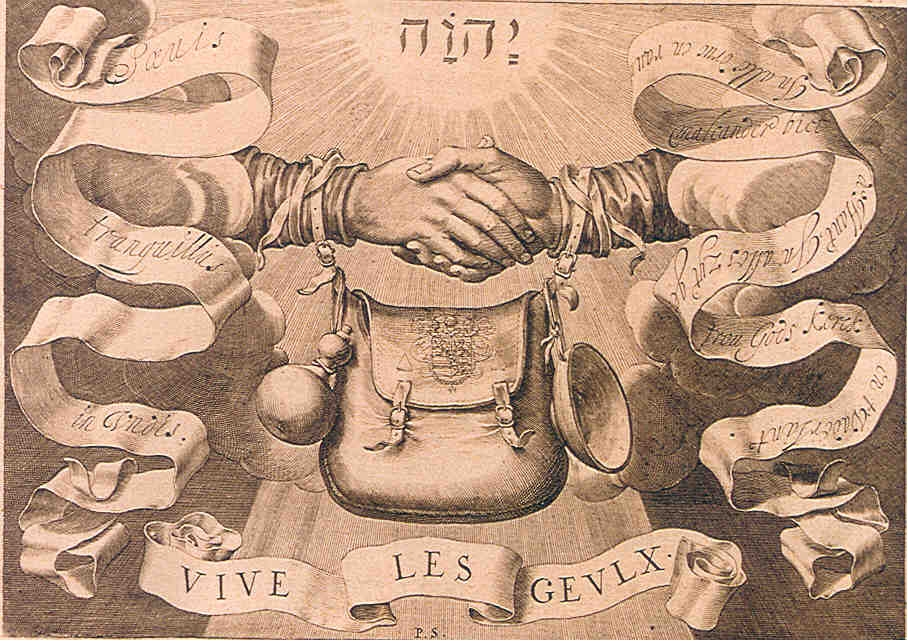
Emblème des gueux.

En mars 1566, neuf membres de la haute noblesse se réunissent à Bréda pour écrire un manifeste afin de protester contre l'arrivée de l'Inquisition. Le texte est intitulé Traité des grands et des nobles des Pays-Bas contre l'Inquisition d'Espagne qu'on veut introduire dans ces provinces, appelé aussi le « Compromis des Nobles ». Dans celui-ci, les nobles demandent le départ de l'Inquisition et s'engagent à se porter mutuellement secours s'ils sont menacés par elle. Le texte réunit 2 000 signatures, plusieurs membres de la haute noblesse ne s'avancent pas sur un tel texte. Elle est remise par 400 membres de la noblesse à la gouvernante Marguerite de Parme lors d'une séance dans l'Aula Magna du palais des ducs de Bourgogne à Bruxelles le 5 avril 1566. Qualifiés de « gueux » (en néerlandais Geuzen) par un conseiller de la régente, le comte de Berlaymont, les signataires sortent du palais aux cris de « Vive les Gueux ! ». Ils organisent le lendemain un banquet, dit banquet des Gueux, en la résidence bruxelloise de Floris de Pallandt, comte de Culembourg. Ils y apparaissent vêtus à la façon des pauvres gens, proclamant une devise « gueux jusqu'à la besace », revendiquant par défi ce nom de gueux qui devient alors représentatif de l'ensemble des confédérés. Guillaume d'Orange, devant la tournure des événements, préfère quitter quelque temps Bruxelles. Il assiste et communie à une messe catholique pour Pâques 1566.
L'ordre de la Toison d'or propose alors un accord aux confédérés le 23 mai 1566 : ceux-ci doivent calmer le peuple, protéger le catholicisme, empêcher l'implantation de lieux de culte protestants, et dissoudre leur groupement rebelle, en échange de quoi Marguerite de Parme leur concèdera la suspension de l'Inquisition et l'autorisation dans certains lieux délimités du prêche protestant. La régente est en désaccord, et dénonce dans une lettre à Philippe II la rébellion des seigneurs. Celui-ci ordonne la levée de 13 000 hommes en Allemagne en réaction à la furie iconoclaste, dans le but de répression.
Orange est convoqué à Anvers pour calmer l'agitation qui y règne, causée notamment par les prêches de 40 000 protestants dans la ville. Il demande à Brederode de quitter la ville. Le 17 juillet, il convoque le conseil de la ville, qui le nomme son gouverneur ; il interdit alors les prêches calvinistes et se rend indispensable à Marguerite de Parme : il est le seul à savoir contrôler pacifiquement la ville. Il lance des travaux d'entretien fluviaux afin de donner un travail à nombre de chômeurs, et encourage à une modération des réunions qui se tenaient en dehors de la ville.
Les événements se précipitent ensuite : alors que quelques centaines de soldats catholiques se dirigent vers Anvers, et qu'on apprend que des recrutements sont également en cours en Allemagne, les « gueux » alors présents à Saint-Trond depuis le 11 juillet se sentent menacés et se promettent mutuellement la protection du protestantisme ; ils lèvent alors des fonds pour se préparer à la répression. Marguerite de Parme prend peur et croit à un début de rébellion. Le 18 juillet 1566 à Duffel, Orange et Egmont rencontrent Louis de Nassau et douze « gueux ». Orange recommande la modération à son cadet, lequel envoie une lettre de réclamations à la régente, proposant en outre la gestion des Pays-Bas par Orange, de Hornes et Egmont. Marguerite de Parme comprend le danger que représenterait une alliance de la haute et de la petite noblesse. Elle envoie une lettre à Madrid pour prévenir la gravité des événements et convoque les chevaliers de la Toison d'or le 18 août. Orange passe le 15 août, jour de l'Assomption, à Anvers, où a lieu une procession traditionnelle de la Vierge noire, malgré les menaces des calvinistes iconoclastes.

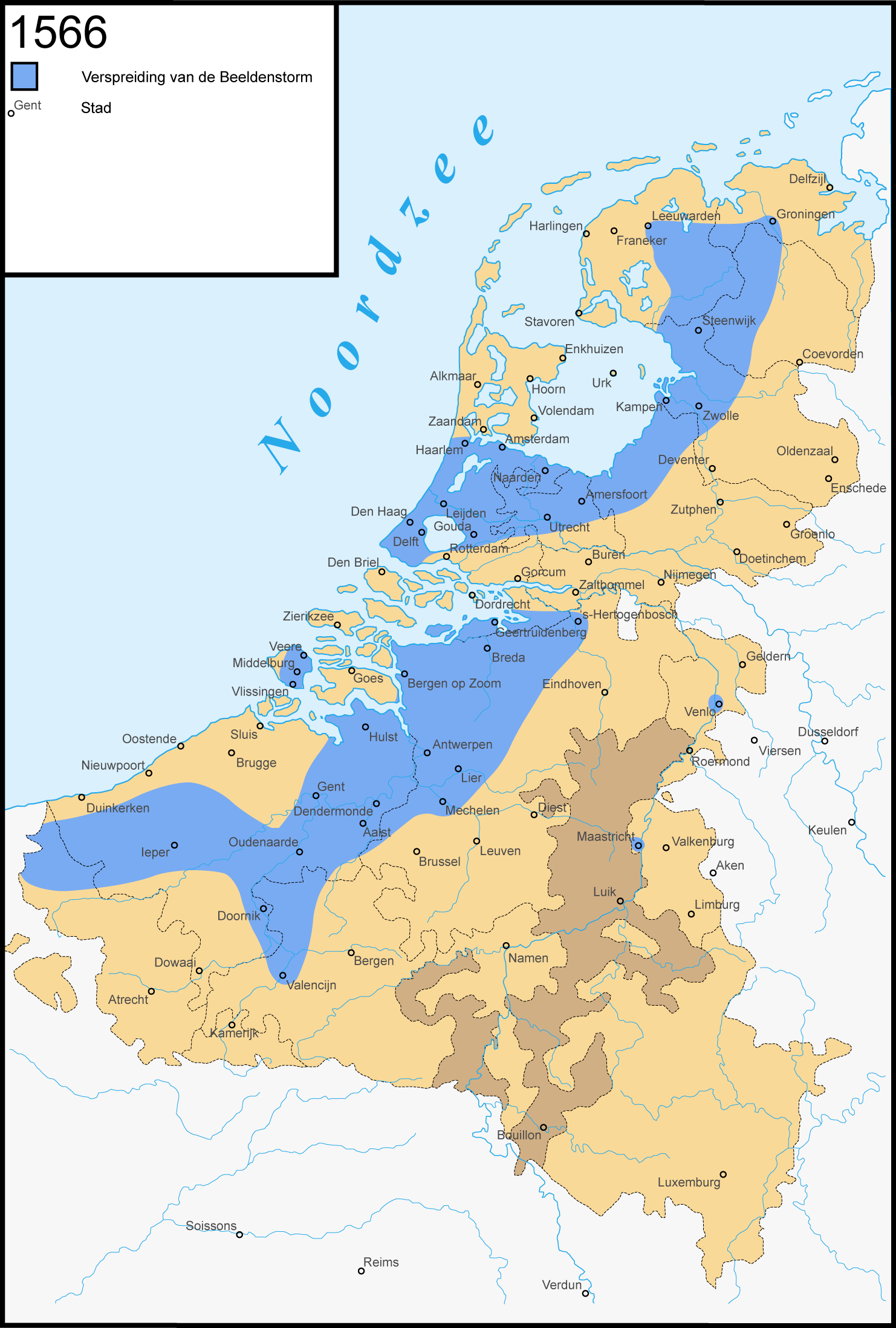
Étendue de la furie iconoclaste en bleu.

#### La crise iconoclaste (août 1566) et ses conséquences
Dès le lendemain a lieu la Beeldenstorm, ou furie iconoclaste : alors que la plupart des stadhouders quittent leurs provinces pour assister au conseil de la Toison d'or, les églises et abbayes sont saccagées. Le mouvement débute en Flandre occidentale le 16 août : aux cris de « Vivent les gueux », les statues et ornements sont vandalisés ou détruits, les espèces eucharistiques profanées. Le mouvement s'étend aux autres provinces à l'exception de l'Artois, de Namur, du Luxembourg et d'une partie du Hainaut où les protestants sont extrêmement minoritaires.
Guillaume d'Orange, de retour à Anvers le 26 août, fait pendre trois émeutiers étrangers et interdit sous peine de mort de s'en prendre au culte ou au clergé catholiques. La cathédrale est rendue à son culte, mais il autorise les protestants à se réunir à l'intérieur de la ville.
Le 3 octobre 1566, Orange rencontre à Termonde Egmont, de Hornes, Hogstraeten, Louis de Nassau et d'autres nobles. Ils apprennent que Philippe II, choqué par la furie iconoclaste, a décidé de châtier les Dix-Sept Provinces. Des discussions s'engagent sur la façon de faire face à cette menace : Louis de Nassau propose de prendre les armes, mais Egmont, suivi par de Hornes, refuse de s'opposer à celui qui, héritier de Charles le Téméraire et de Charles Quint, reste le souverain, le « prince naturel », des Pays-Bas.
Guillaume d'Orange part visiter les provinces dont il est stadhouder (Zélande, Hollande et Utrecht) à la fin de l'année 1566.

#### Le rétablissement de l'ordre par Marguerite de Parme

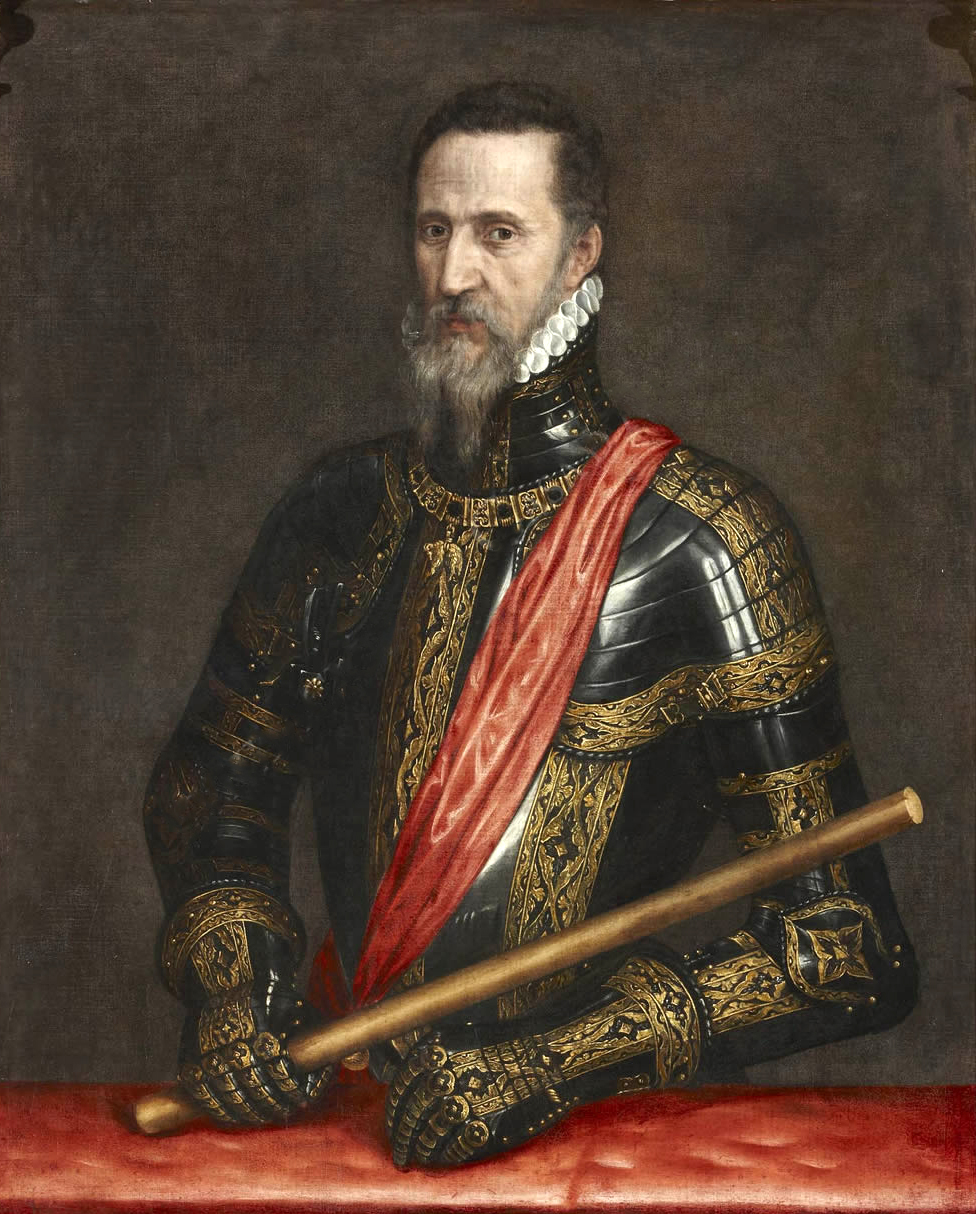
Ferdinand Alvare de Tolède, duc d'Albe, envoyé aux Pays-Bas pour mater la rébellion.

Face à la crise iconoclaste, Marguerite de Parme décide de réprimer les fauteurs de troubles, à commencer par la ville de Valenciennes, dans le Hainaut, entrée en rébellion ouverte. Elle lance le siège de la ville, qui commence le 17 septembre 1566 sous la direction du stathouder de Hainaut, Philippe de Noircarmes, qui met en déroute les renforts calvinistes à la bataille de Lannoy (nl).
Le 21 novembre 1566, le Conseil d'État vote, à la demande de la régente, l'interdiction catégorique des prêches protestants.
La bataille d'Austruweel (13 mars 1567) est une victoire de l'armée de la régente sur une armée calviniste venue secourir Valenciennes, qui tombe peu après (23 mars). Les autres places fortes protestantes Tournai, Maastricht et Bois-le-Duc sont aussi prises au début de 1567.

#### Départ en exil de Guillaume d'Orange (avril 1567)
Orange se rend à Anvers[Quand ?], ville puissante, assez indépendante de Bruxelles et plus tolérante[pas clair], et trouve des prétextes pour ne pas s'expliquer devant la régente et le conseil de la Toison d'or.
Peu après la chute de Valenciennes, il décide de quitter les Pays-Bas et de partir en Allemagne ; il remet sa démission à Philippe II le 10 avril 1567. Il quitte Anvers le lendemain[pas clair] et traverse la frontière le 25, alors qu'un espion[Qui ?] lui révèle que le roi vient d'ordonner son arrestation et son jugement. Il arrive à Dillembourg le 6 mai.

#### La prise en main des Pays-Bas par le duc d'Albe (août 1567-janvier 1568)
Au printemps 1567, malgré la victoire du gouvernement de la régente, Philippe II envoie le duc d'Albe dans les provinces des Pays-Bas ; ce dernier arrive à Bruxelles le 22 août 1567 avec une armée de 25 000 hommes pour y organiser une dure répression. Il remplace la régente qui démissionne le 8 septembre[réf. nécessaire].

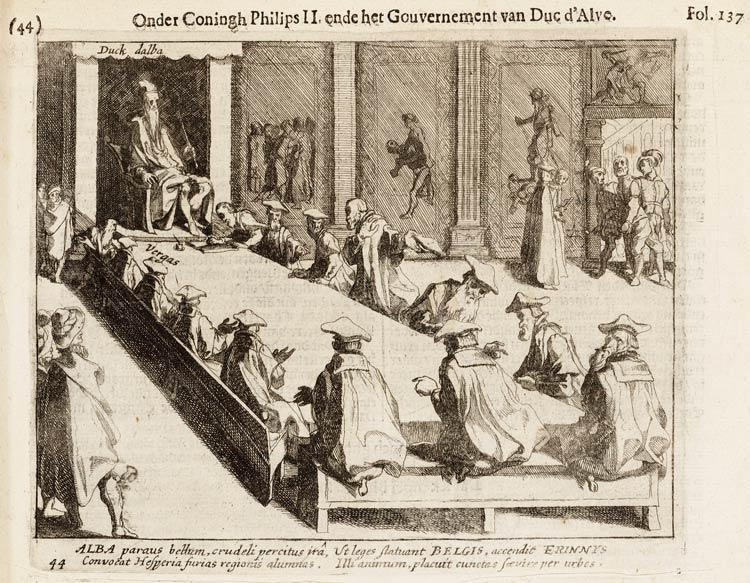
Le duc d'Albe préside le Conseil des troubles.

Le 5 septembre 1567, il met en place un tribunal exceptionnel, le Conseil des troubles, que les opposants surnomment rapidement Bloedraad (« Conseil du Sang »), chargé de juger les hérétiques, les anciens « gueux » ou les personnes suspectées de tiédeur dans la foi catholique. La torture y est pratiquée.
Des milliers de protestants quittent les Dix-Sept Provinces, alors que toutes les villes et troupes protestantes ou rebelles[pas clair] sont prises ou vaincues. En conséquence, l'activité économique des ports diminue, nombre de marins scandinaves ou allemands étant protestants.
Orange est convoqué, mais refuse de comparaître et publie ses Justifications, ouvrage dans lequel il explique avoir toujours été loyal à Philippe II et dénonce l'illégalité du Conseil des troubles.
Orange, au moment de quitter les Pays-Bas, avait conseillé au comte d'Egmont et au comte de Hornes de le suivre à l'étranger. Mais ceux-ci sont restés. Bien que catholiques, ils sont arrêtés à l'issue d'un conseil d'état auquel les avait conviés le duc d'Albe le 9 septembre 1567. D'autres notables, dont le bourgmestre d'Anvers Antoine van Straelen, sont arrêtés le même jour.
De nombreuses exécutions ont lieu à partir de janvier 1568 sans qu'il soit possible d'en déterminer le nombre exact.

### Guillaume d'Orange, chef militaire de la révolte des Pays-Bas

La campagne de 1568.

#### L'offensive de 1568
La paix de Longjumeau, signée le 23 mars 1568, met fin à la deuxième guerre de religion en France ; Guillaume d'Orange prévoit alors de s'appuyer sur des huguenots français, de lever des troupes dans les États allemands protestants qui lui sont favorables et d'entrer en guerre aux Pays-Bas pour y chasser le duc d'Albe. Il parvient à lever plusieurs milliers d'hommes en avril 1568, qu'il répartit en trois armées : les protestants français, dirigés par François de Coqueville au sud, son frère Louis de Nassau, calviniste convaincu, au nord, et Jean de Montmorency entre le Rhin et la Meuse. Coqueville est rapidement défait par l'armée française, Montmorency est vaincu le 25 avril à la bataille de Rheindalen, seul Louis de Nassau parvient à remporter la victoire à la bataille de Heiligerlee le 23 mai 1568.
Devant le choc que cause cette première victoire rebelle, le duc d'Albe répond par la force : Egmont et Hornes sont jugés et décapités sur la Grand-Place de Bruxelles, le 5 juin 1568. Les biens de Guillaume d'Orange sont confisqués le 28 mai 1568 et il est condamné au bannissement perpétuel. Le duc d'Albe envoie une armée qui écrase celle de Louis de Nassau à la bataille de Jemmingen le 21 juillet. Guillaume d'Orange intervient alors à son tour avec une armée d'une dizaine de milliers d'hommes, mais ne rencontre pas l'ennemi, ne dispute que des escarmouches et doit licencier ses troupes faute d'argent. Assistant ensuite les huguenots lors de la troisième guerre de religion, il se réfugie fin 1569 à Dillembourg.
C'est le début de la guerre de Quatre-Vingts Ans, qui permit aux Provinces du Nord (les Pays-Bas actuels) d'accéder à l'indépendance.
Si la victoire semble acquise pour le duc d'Albe, la cruauté des persécutions choque même parmi les catholiques et les Espagnols. L'émigration des protestants a cependant des conséquences négatives, et une amnistie est proclamée le 16 juillet 1570, même si le pays reste surveillé.
Le coût de la guerre se fait cependant sentir chez les Espagnols, la reine Élisabeth Ire ayant saisi les biens espagnols en Angleterre et ayant réussi à capturer un galion transportant des métaux précieux. Les forces présentes dans les Dix-Sept Provinces coûtaient 4,2 millions de guldens à l'année, et, étant mal payées, pillaient le pays. Le duc d'Albe commence par faire quelques ajustements fiscaux, mais ceux-ci se révèlent insuffisants et il doit convoquer les États généraux. Ceux-ci se réunissent le 21 mars 1569 et acceptent de voter un nouvel impôt exceptionnel, mais refusent l'introduction d'une nouvelle taxe à 5 ou 10 % sur les transactions (selon qu'elles soient mobilières ou immobilières), sur le modèle de l'alcabala. Pendant deux ans, les finances sont équilibrées grâce à l'impôt exceptionnel, mais en juillet 1571, le besoin d'argent se fait de nouveau sentir, et Albe souhaite mettre en place la taxe sur les transactions. Il reçoit l'opposition unanime du clergé catholique, de la noblesse, des villes et des guildes, mais passe en force contre l'avis des États généraux (parlement) et du Conseil d'État. Une grève de trois mois éclate, et les évêques de Bruges, Gand et Ypres écrivent directement à Philippe II le 24 mars 1572 pour s'opposer à cette taxation.

#### La prise de La Brielle (1572) et la reprise de la lutte contre le duc d'Albe

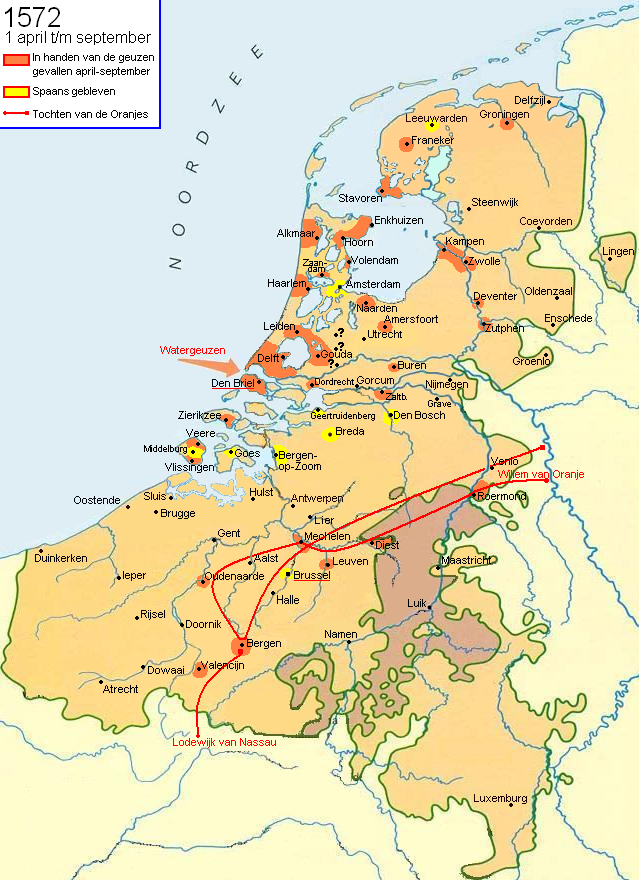
Carte du front en 1572.

Cependant, Guillaume d'Orange, s'il est déchu de ses titres aux Pays-Bas, reste toujours prince d'Orange, un État souverain. Il accorde à nombre de pirates sur les côtes néerlandaises des lettres de marque, les légitimant ainsi en tant que corsaires qui portent le Drapeau du prince. Ces « gueux de mer », issus de tous les milieux et pays, deviennent dès l'automne 1570 une force importante sur mer, menaçant le commerce espagnol et apportant de l'argent précieux à Guillaume d'Orange. En mars 1572, le duc d'Albe obtient de la reine Élisabeth d'Angleterre qu'elle chasse les gueux de mer de ses ports. Ceux-ci, comportant un millier d'hommes sur vingt-cinq navires, traversent la mer et débarquent dans la ville de Brielle, que la garnison espagnole vient de quitter pour Utrecht. La ville ouvre ses portes et les accueille ; les gueux décident de rester et de se défendre dans cette ville : la prise de La Brielle marque un tournant dans la guerre. D'autres villes se soulèvent en effet : en mai, les partisans de Guillaume d'Orange, alors resté à Dillembourg, tiennent les bouches de la Meuse, du Rhin et de l'Escaut. S'il ne croyait pas au début à ce soulèvement, il envoie une proclamation aux habitants des Pays-Bas, leur enjoignant de se révolter contre la tyrannie, et est officieusement soutenu par Élisabeth d'Angleterre, Charles IX de France et les princes protestants allemands. De plus, des huguenots français, menés par François de La Noue, Jean de Hangest ou Louis de Nassau, pénètrent aux Pays-Bas et prennent Valenciennes et Mons.
Devant des ennemis présents sur deux fronts, le duc d'Albe décide de se concentrer sur les huguenots au sud, dégarnissant Hollande et Zélande où les gueux de mer dominent la marine espagnole. En juillet, Guillaume d'Orange quitte Dillembourg et pénètre aux Pays-Bas avec 2 000 cavaliers et 24 000 fantassins, promettant le rétablissement des anciens privilèges et la liberté religieuse pour catholiques et protestants. Réunis à Dordrecht en juillet 1572, les insurgés reconnaissent Guillaume d'Orange comme stadhouder et s'engagent à le soutenir financièrement.
Il choisit d'affermir en priorité son emprise dans les provinces du nord, et de ne pas venir en secours aux huguenots lors du siège de Mons, considéré comme une diversion. Il congédie Guillaume II de La Marck, gueux de mer trop violent envers les catholiques, puis reprend la campagne le 20 août 1572. Il s'empare de nombreuses villes de Limbourg, Flandre et Brabant, et compte sur les huguenots de Gaspard II de Coligny pour aller secourir Mons.
Le massacre de la Saint-Barthélemy, le 24 août 1572, ruine les plans de secours des huguenots français, rendant la situation beaucoup plus difficile pour les Orangistes. Guillaume le Taciturne tergiverse avant d'avancer vers Mons ; le duc d'Albe reprend ses tactiques d'escarmouche, et parvient à briser l'élan de la campagne. Après la chute de Mons, le duc d'Albe se dirige vers le nord, et reprend les villes du Brabant. Le sac de Malines, en octobre 1572, dure trois jours et les soldats espagnols font montre d'une grande cruauté. Ces violences suscitent l'indignation, et Philippe II demande au duc d'Albe de ne pas faire subir le même sort à Louvain. Précédées de leur réputation de cruauté envers ceux qui leur résistent, comme ce fut le cas lors du massacre de Naarden, les armées espagnoles reconquièrent sans combat bon nombre de villes.
Pendant l'hiver 1572-1573 qui interrompt les combats, Guillaume d'Orange organise l'administration des territoires sous son contrôle. Le 23 octobre 1573, il affiche sa conversion au calvinisme.

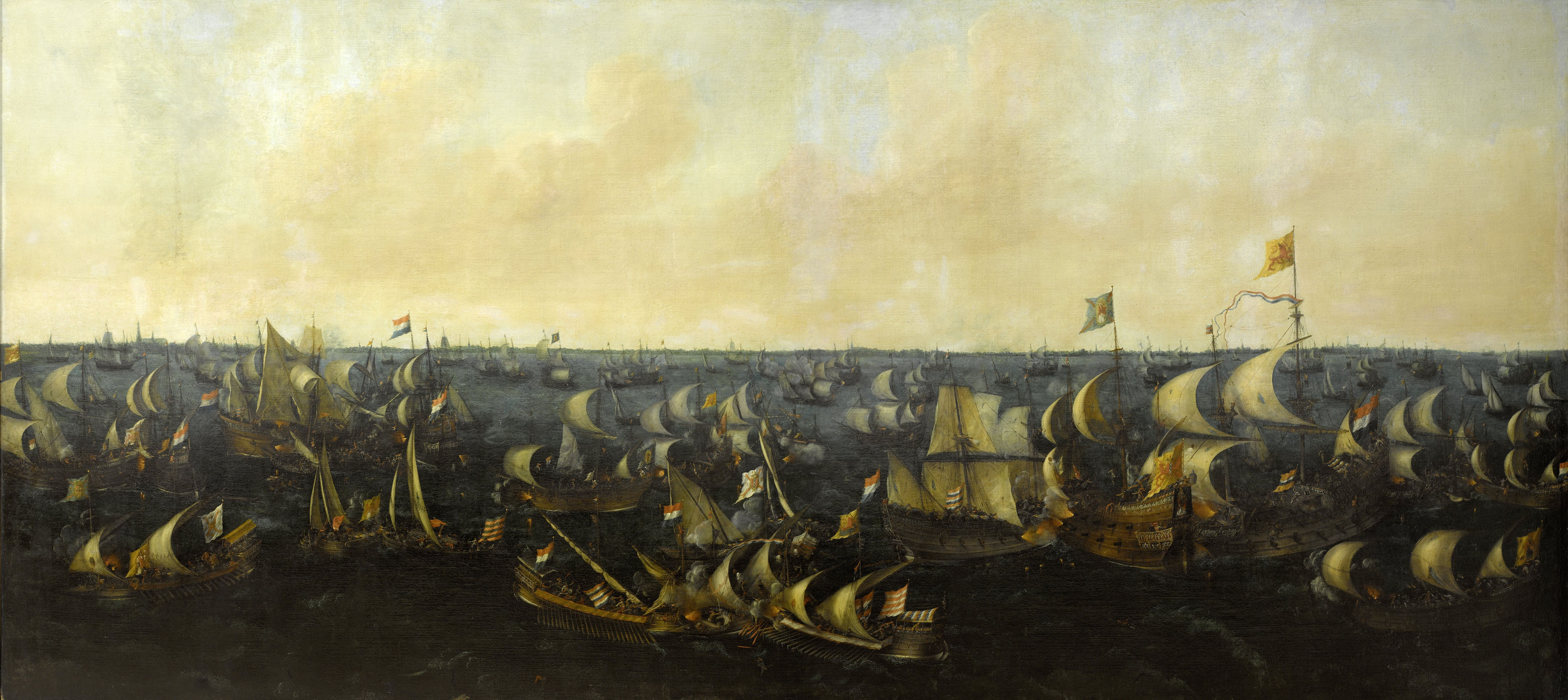
Bataille de Zuiderzee.

Au début de 1573, Élisabeth d'Angleterre décide d'aider les rebelles néerlandais, et les gueux de mer parviennent à intercepter les vaisseaux chargés de la solde des troupes espagnoles qui se mutinent. Le duc d'Albe parvient cependant à calmer ses troupes et décide de se lancer à l'assaut d'Alkmaar le 21 août 1573. Les assauts frontaux échouent, et en face c'est toute la population qui défend la ville avec tous les moyens à sa disposition. Les digues sont rompues, ce qui force les troupes espagnoles à se retirer. Le siège d'Alkmaar est la première victoire militaire des rebelles ; un dicton dit que « la victoire commence à Alkmaar ». Quelques jours plus tard, le 11 octobre 1573, à la bataille de Zuiderzee, la flotte des gueux remporte une victoire écrasante sur Maximilien de Hénin-Liétard qui est capturé. Un captif de cette importance permet à Guillaume d'Orange de négocier avec les Espagnols le respect de la vie des prisonniers, qui sera désormais globalement respectée pendant la suite des hostilités.

#### Le gouvernorat de Requesens (1573-1576)

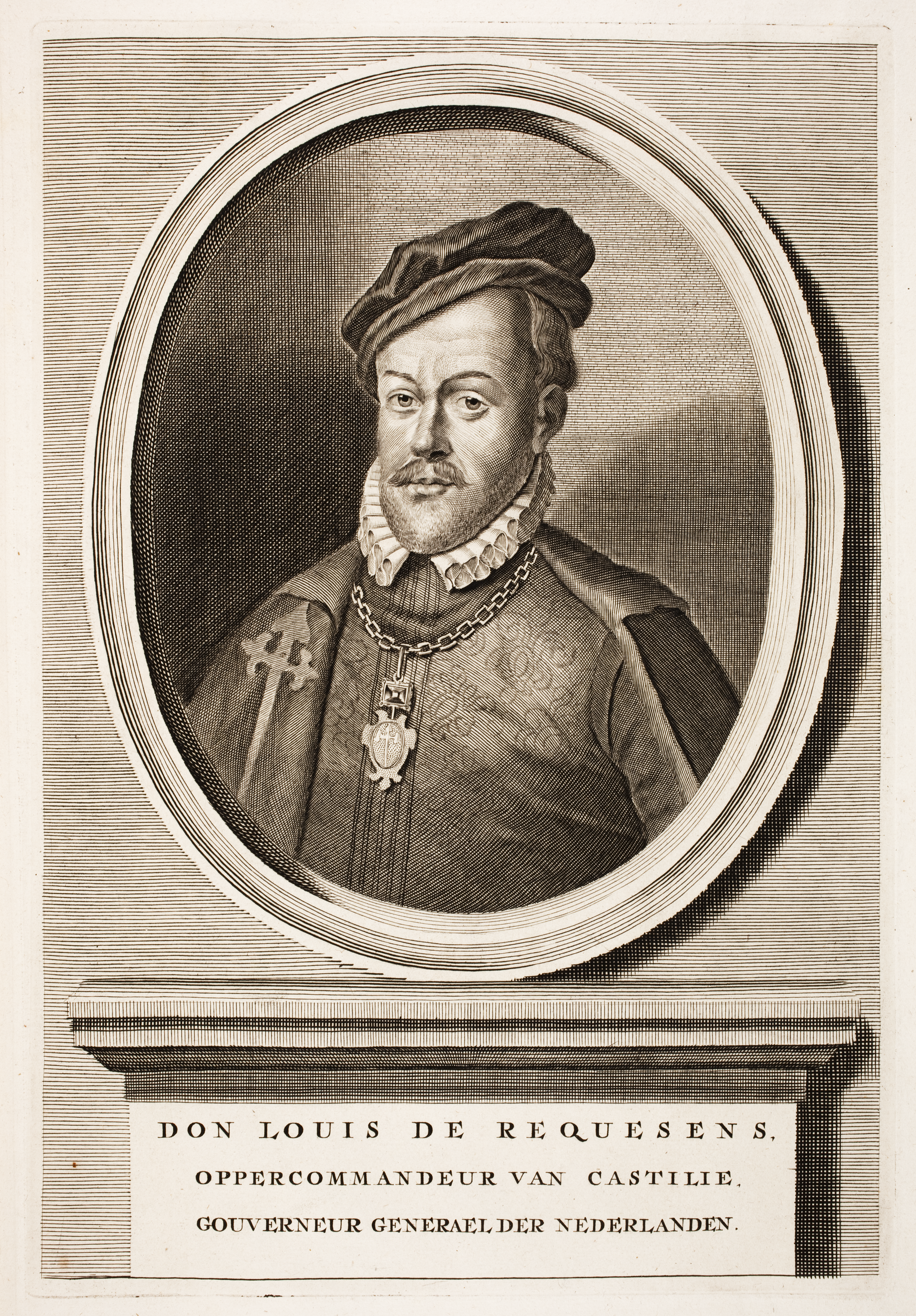
Luis de Zúñiga y Requesens.

Remplacé par Luis de Zúñiga y Requesens, le duc d'Albe quitte les Pays-Bas pour l'Espagne le 18 décembre 1573, alors qu'il est critiqué même parmi les catholiques pour sa cruauté.
Le nouveau gouverneur trouve une situation financière difficile : ses soldats sont de plus en plus composés de mercenaires, qui sont mal payés, l'économie rencontre de fortes difficultés et est paralysée par la guerre.
L'année 1574 voit la bataille de Reimerswaal confirmer la domination des mers par la flotte orangiste, et la fin du siège de Middelbourg leur donner le contrôle des bouches de l'Escaut. Louis de Nassau a levé 15 000 hommes en Allemagne, mais il est défait et trouve la mort à la bataille de Mook le 14 avril 1574. C'est un coup dur pour Guillaume d'Orange qui perd son frère dont il était très proche, ainsi qu'un émissaire et recruteur efficace. Cependant, cette victoire n'est pas exploitée par les Espagnols, qui ne sont pas payés depuis 8 mois et se mutinent. Requesens les calme avec difficulté en empruntant de l'argent.

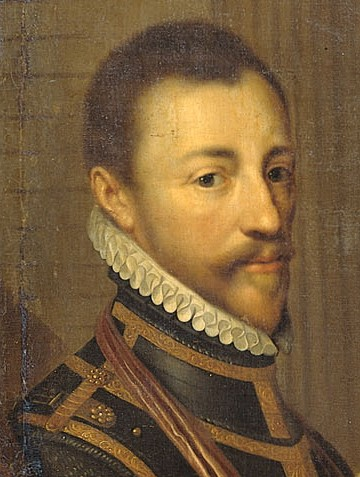
Louis de Nassau, frère cadet de Guillaume, meurt à la bataille de Mook.

Alors que ses efforts sont concentrés sur le siège de Leyde, Guillaume tombe gravement malade le 10 août ; il est frappé de fortes fièvres pendant trois semaines. Après la victoire des rebelles à Leyde, et alors que ses troupes désertent ou se rebellent faute d'argent, Requesens cherche une solution, et propose des tractations à Guillaume d'Orange. Les négociations s'ouvrent le 3 mars 1575 à Bréda. Les émissaires d'Orange exigent notamment le maintien des privilèges et la liberté religieuse, mais surtout le départ des troupes espagnoles. De leur côté, les délégués espagnols proposent l'amnistie, et six mois pour que les protestants quittent le pays. Guillaume d'Orange se voit proposer la restitution de ses biens et terres ainsi que les faveurs royales s'il se rallie à Philippe II. Les négociations échouent définitivement le 14 juillet 1575.
Son mariage avec Anne de Saxe étant dissous pour raison d'infidélité, le prince d'Orange se marie une troisième fois le 12 juin 1575 avec Charlotte de Montpensier, selon le rite calviniste. Ce mariage est délicat, car la mariée est une ancienne religieuse, ce qui est choquant, elle n'apporte pas de dot qui serait fort utile à la cause des rebelles, et le remariage de Guillaume alors qu'Anne de Saxe n'est pas encore morte passe difficilement auprès des catholiques comme des protestants.
La campagne reprend en juillet 1575 : Philippe II apporte un million d'écus à Requesens, enfin en mesure de lancer une opération d'envergure en Hollande du Sud. Il prend et réduit en cendres Oudewater et Schoonhoven, et s'avance en Zélande où seul le fort de Zierikzee lui résiste. La situation devient dangereuse pour les rebelles, qui sont délivrés par la banqueroute de 1575 : l'Espagne décide d'annuler ses dettes accumulées, ce qui rend quasi-impossible pour Requesens de recevoir des subsides lui permettant de payer ses troupes. Il meurt d'une fièvre le 5 mars 1576. Philippe II n'ayant pas prévu de successeur, les États sous contrôle espagnol, Brabant, Hainaut, Flandre et Gueldre, demandent l'ouverture de négociations avec Guillaume d'Orange, le retour de leurs privilèges, et la fin des Espagnols aux charges publiques.

#### L'union de Delft et la pacification de Gand (1576)
Pendant ce temps, Guillaume d'Orange unit Zélande et Hollande, jusque-là disposant de deux assemblées distinctes, par l'union de Delft (es) en avril 1576.

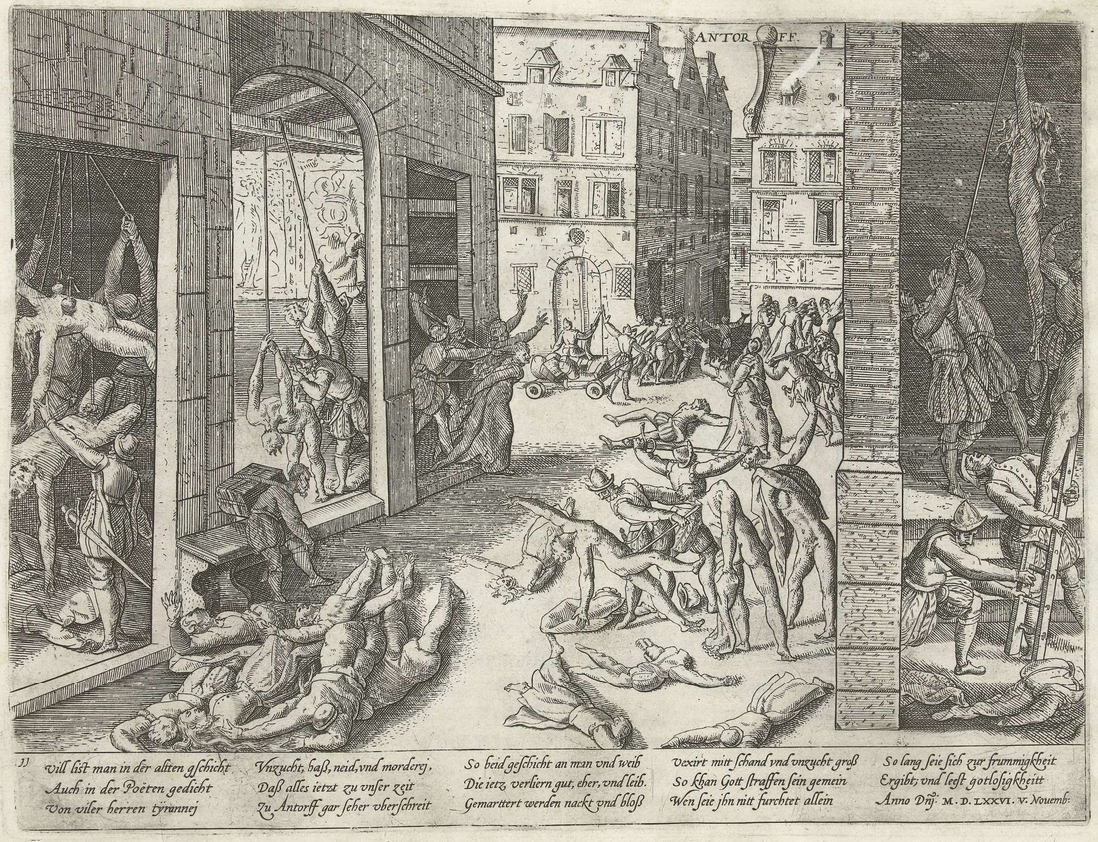
Le sac d'Anvers provoque le soulèvement des dernières provinces loyales à l'Espagne.

D'un point de vue militaire, le siège de Zierikzee se conclut par une victoire militaire espagnole. Cependant, les troupes espagnoles, toujours mal payées, pillent Alost. En réaction, la population bruxelloise se soulève contre les Espagnols. Les États décident de faire arrêter les nobles espagnols et de lever des troupes parmi la population locale. Devant les événements et sans directive de Madrid, les États généraux sont convoqués par les députés le 25 septembre 1576. On assiste alors à un mouvement général contre le pouvoir espagnol et l'on voit se joindre au Brabant des représentants des Dix-Sept Provinces. À Bruxelles affluent des délégations de Flandre et du Hainaut auxquels sont appelés à se joindre l'Artois, Lille, Douai et Orchies, Malines, le Limbourg et les pays d'Outre-Meuse, la Hollande, la Zélande, le Luxembourg, et même de plus loin, la Gueldre, la Frise, Overijssel, Groningue, Utrecht. Et le prince-évêque de Liège Gérard de Groesbeek reçoit une délégation qui le rassure sur le respect que les insurgés vouent au principe de la liberté religieuse. Seul le Luxembourg n'envoie personne. Les représentants s'accordent vite sur la nécessité du départ des troupes espagnoles, mais la question de la liberté religieuse, notamment en Zélande et en Hollande, divise les représentants. Un accord est approuvé le 2 novembre 1576, mais c'est la nouvelle du sac d'Anvers qui lève finalement les réticences des catholiques, et la pacification de Gand est approuvée le 8 octobre 1576. Si en théorie cette pacification est une victoire de Guillaume d'Orange, il ne prévoyait pas de suite à l'expulsion des soldats espagnols : les catholiques souhaitaient le retour à leur religion des protestants, et les calvinistes le droit de prêcher dans toutes les provinces, ainsi que l'exclusivité de leur religion en Hollande et Zélande.
Des ambassadeurs sont envoyés à la reine Élisabeth Ire d'Angleterre, au roi Henri III de France et à l'empereur Maximilien pour annoncer que les États généraux entreprennent eux-mêmes la pacification du pays. Philippe II d'Espagne en est prévenu sans ambages. Mais pour rétablir l'unité des Dix-Sept Provinces, un accord solennel est nécessaire.
C'est à Gand que le prince d'Orange rencontre les délégués, alors que la citadelle de cette ville est toujours aux mains des Espagnols. Un accord est pris difficilement car, au sein de l'union politique, les différends religieux subsistent entre protestants et catholiques. Il est prévu de suspendre les peines proclamées par les « placards » espagnols, de libérer les prisonniers, d'abolir les séquestres et les confiscations et de rétablir la libre communication entre toutes les provinces.
Enfin, un accord se fait et, le 8 novembre 1576, le texte en est proclamé sous le nom de pacification de Gand, suivi par la deuxième union de Bruxelles qui en établit les modalités. À Bruxelles, un comité composé de dix-huit membres prend d'autorité le pouvoir à l'instigation du baron de Sainte-Aldegonde, aristocrate d'origine savoyarde, fidèle du prince d'Orange qui n'a cessé, depuis le début de l'intervention espagnole, de se multiplier sur tous les fronts, tant par ses actions que par ses pamphlets. Dès juillet, le comité a invité Guillaume d'Orange à revenir à Bruxelles qu'il a dû fuir au début de la répression et où sa résidence a été confisquée.
Le 18 septembre, Guillaume arrive à Anvers. Après des réjouissances, il part pour Bruxelles par la voie des eaux. Son cortège de coches d'eau remonte par le Démer et entre dans le canal qui mène à Bruxelles. Un coche porte le prince, sur un autre sont exécutés des tableaux vivants de nature allégorique. Sur les rives, la foule acclame et, à partir de Willebroeck, les milices bruxelloises se joignent aux trois cents bourgeois anversois en armes qui veillent sur le cortège. Des barques d'habitants et de milices locales complètent la fête jusqu'à Bruxelles. À l'entrée de la ville, à la porte d'Anvers, Orange monte à cheval avec, à sa droite, un ambassadeur anglais, car la reine Élisabeth, ennemie de l'Espagne, soutient ce qui paraît devenir un véritable triomphe révolutionnaire. C'est au milieu d'une foule énorme qui lance des acclamations que le prince entre dans la demeure familiale qu'il avait quittée dix ans plus tôt. Le soir, on tire un feu d'artifice, le premier, dit-on, en Europe, où ce genre de spectacle était jusque-là inconnu.
Depuis le début des troubles, les provinces des Pays-Bas n'ont cessé d'affirmer leur fidélité au roi Philippe II et à leurs libertés traditionnelles. C'est pour défendre ces dernières — rognées par l'affirmation de l’État monarchique — que les révoltés avaient pris les armes. Pour autant, la légitimité du roi n'était pas mise en cause. Ce consensus liait l'ensemble des provinces, même si les tensions religieuses, attisées par les théologiens, les prêcheurs et les pamphlétaires des deux bords, menaçaient régulièrement l'union. En 1579, Philippe II repasse à l'offensive grâce à l'or des Indes. Son but est de rétablir ses sujets dans l’obéissance qu'il estime lui être due.

#### Le gouvernorat de don Juan d'Autriche (1576-1577)

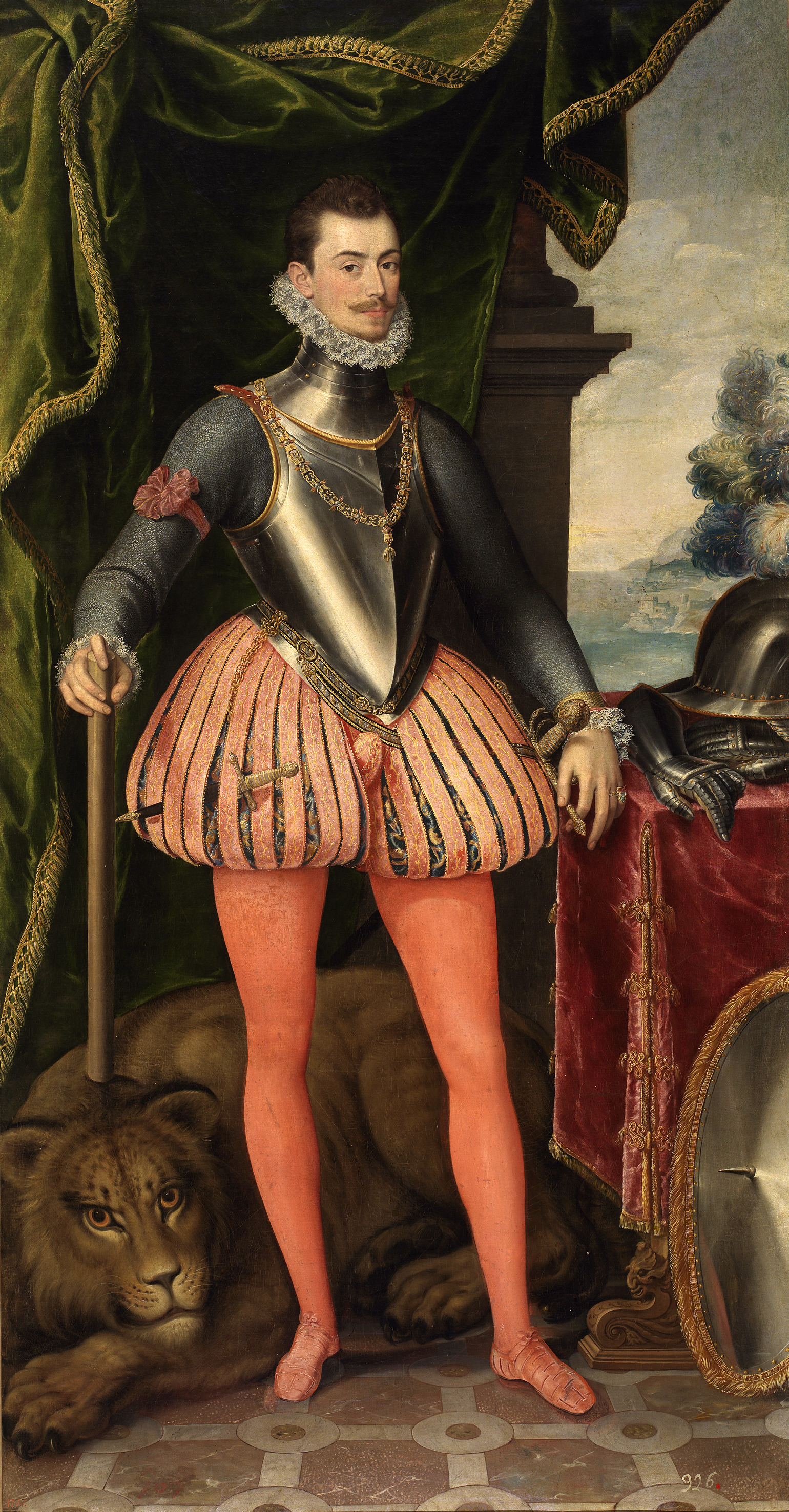
Don Juan d'Autriche.

Le 3 novembre 1576, le nouveau gouverneur désigné par Philippe II, Juan d'Autriche, fils illégitime de Charles Quint, arrive à Luxembourg. Le roi l'autorise à de nombreuses concessions : remplacement des Espagnols dans l'administration, départ des troupes espagnoles, rétablissement des privilèges traditionnels et amnistie générale. C'est ce qu'il propose aux États avec l'Édit perpétuel de 1577, signé par toutes les provinces sauf la Zélande et la Hollande. Malgré les concessions, c'est une victoire pour Juan d'Autriche dans sa volonté de faire revenir à lui les Pays-Bas, et un échec pour Guillaume d'Orange qui voulait les unir. Les dernières troupes espagnoles quittent le pays le 24 avril 1577. Guillaume d'Orange prévoit toujours la reprise des hostilités, alors que des discussions sont en cours avec Juan d'Autriche. Les troupes orangistes passent à l'offensive, prennent Haarlem, Utrecht, et entreprennent le siège d'Amsterdam. Se voyant joué, Juan d'Autriche se réfugie à Namur et rappelle les troupes espagnoles. La population se soulève alors contre le nouveau gouverneur, et les États généraux envoient une invitation à Guillaume d'Orange. Ils écrivent également le 8 septembre 1577 à Philippe II pour lui demander le rappel du gouverneur, qui se retire à Luxembourg le 11 septembre.
Guillaume d'Orange arrive à Bruxelles le 23 septembre 1577, accueilli par toute la haute noblesse et acclamé par la foule, Aerschot à sa gauche, l'ambassadeur d'Angleterre à droite. Dès le lendemain, il siège aux États généraux, alors qu'il a appris que les troupes espagnoles sont sur le retour. Ceux-ci demandent le départ de Juan d'Autriche, et son remplacement par « un prince extrait légitimement de la maison d'Autriche », c'est-à-dire l'archiduc Matthias. Celui-ci quitte Vienne le 2 octobre 1577 pour les Pays-Bas, et Orange comprend que cette manœuvre est dirigée contre lui. Dans le même temps, il est proclamé « ruwaert » (régent) du Brabant. Le 7 décembre 1577, Juan d'Autriche est déchu de ses droits de gouverneur et déclaré « ennemi de la patrie » par les États généraux. Un accord est trouvé le 8 janvier suivant, qui donne à Guillaume d'Orange le titre de lieutenant général, second après l'archiduc et gouverneur Matthias. De facto, Orange devient ainsi le dirigeant des Pays-Bas.

#### Arrivée d'Alexandre Farnèse et entrée en scène du duc d'Anjou
Cependant, Juan d'Autriche reçoit en décembre 1577 des renforts envoyés par Alexandre Farnèse, et se trouve à la tête d'une vingtaine de milliers d'hommes. Il attaque par surprise et écrase le 31 janvier 1578 à la bataille de Gembloux l'armée des États, en l'absence de leur général, le comte de Lalaing. Accusé de trahison par les États, il rejoint d'ailleurs l'armée royale peu après. Les souverains étrangers, voyant la situation bien moins favorable aux Dix-Sept provinces, retirent leur soutien officiel. Désormais presque dépourvus d'armée, les États se désunissent, et se replient sur leurs villes pour se défendre. Juan d'Autriche reprend nombre de villes du Brabant, mais ne pénètre pas dans Bruxelles, pourtant fort peu défendue. Guillaume d'Orange perd partout de la popularité, et le camp pro-espagnol reprend l'ascendant.

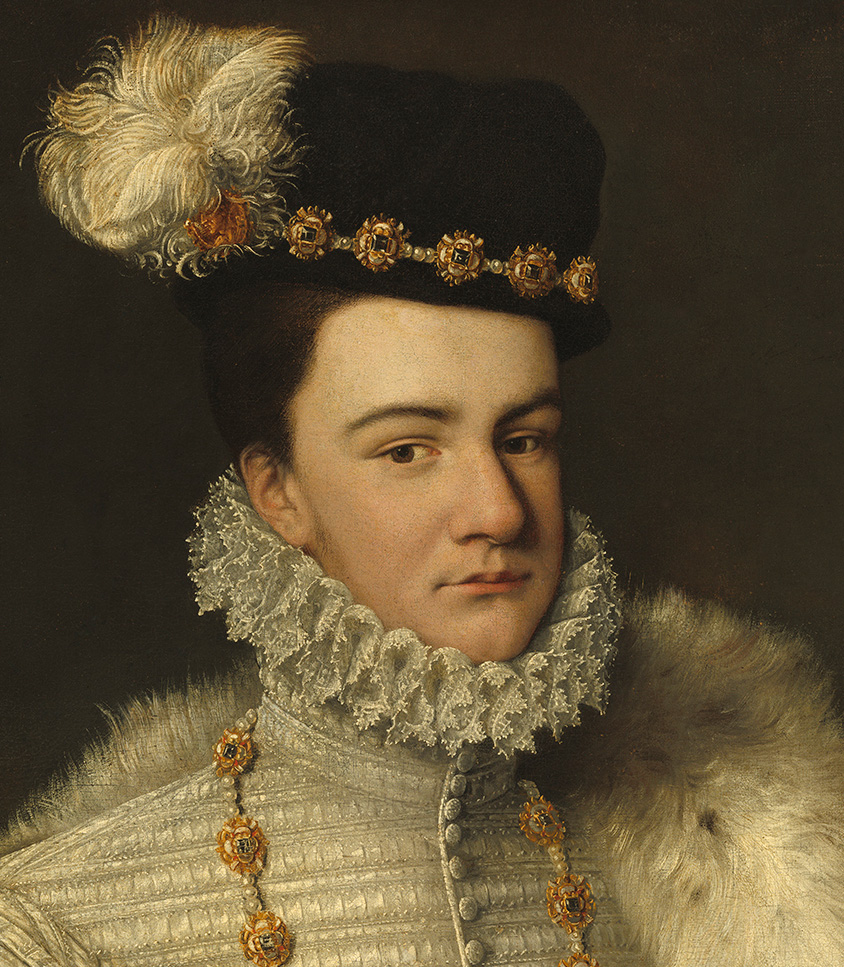
Le duc d'Anjou, choisi initialement par Guillaume pour gouverner les Pays-Bas.

François de France, duc d'Anjou, frère du roi de France Henri III, est proposé comme protecteur des Pays-Bas, afin de se défaire de la tutelle espagnole. Par le traité de Plessis-lès-Tours, il promet de respecter l'autorité du prince d'Orange ainsi que les libertés religieuses. Le duc d'Anjou paraît finalement plus fiable que l'Autrichien Matthias, neveu et beau-frère de Philippe II. Le prince d'Orange et les États proclament le duc d'Anjou « Défenseur de la liberté des Pays-Bas contre la tyrannie des Espagnols et de leurs adhérents ». Cette allusion à ceux qui, tout en combattant les troupes espagnoles, paraissent vouloir trouver un accommodement avec le roi d'Espagne est un avertissement.
Le 22 juillet 1578, Guillaume d'Orange propose la religionsvrede, ou accord de religion, qui prévoit la liberté du culte privé, et la mise en place d'un lieu de culte si cent familles présentes depuis au moins un an en font la demande. La proposition est cependant repoussée aussi bien par les calvinistes que par les catholiques.
Pour Orange, les Pays-Bas forment toujours un tout : comme nombre de ses compatriotes, il a parfaitement intégré l'identité bourguignonne héritée des anciens ducs et consacrée par la Pragmatique Sanction du 4 novembre 1549. Conformément à l'esprit de l'empereur qu'il avait servi dans sa jeunesse, le prince entend que les provinces demeurent un bloc indivisible et perpétuellement uni. Il nomme d'ailleurs une fille qui vient de lui naître du nom de Catherine-Belgique, d'après la mode humaniste qui désignait l'ensemble de la région sous le nom de Gaule belgique.
Les excès des agitateurs calvinistes provoquent chez les catholiques l'apparition des « malcontents », dirigés par Emmanuel de Lalaing, qui vainquent les troupes calvinistes dans le Sud des Pays-Bas. Une guerre civile semble alors se poindre, et Guillaume d'Orange doit se rendre à Gand le 2 décembre 1578 pour calmer difficilement les esprits des protestants. C'est vers la même période qu'il apprend la mort de Juan d'Autriche.

#### Vers une sécession: les unions d'Arras et d'Utrecht

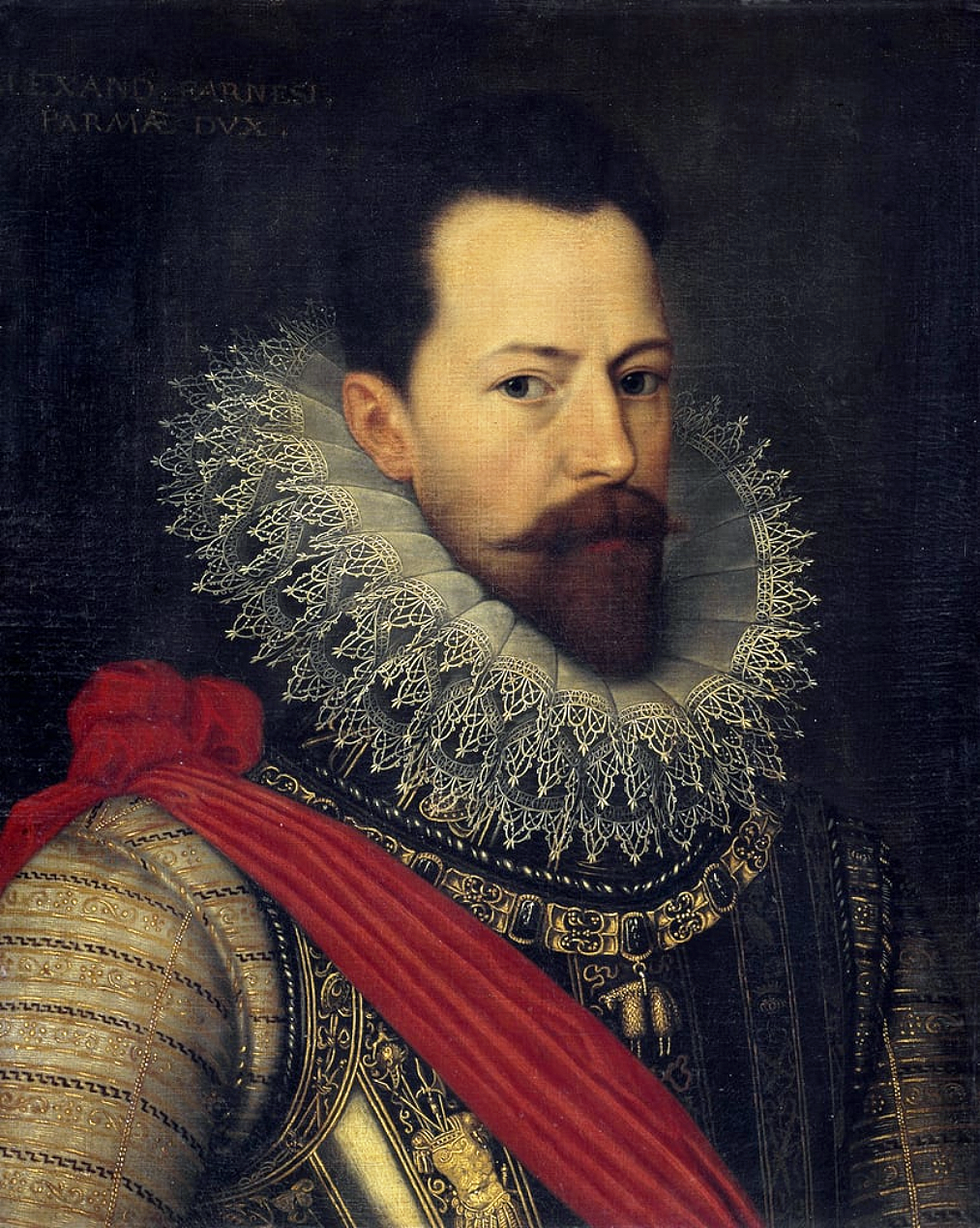
Portrait d'Alexandre Farnèse.

Après la mort de Juan d'Autriche, Alexandre Farnèse lui succède. Il applique une stratégie de division du camp adverse, là où Orange tente au contraire de concilier les provinces et les religions. De plus, le 27 décembre 1578, le duc d'Anjou rentre en France, ce qui incite nombre de catholiques à devenir pro-espagnols.
Mais entre-temps, l'Artois, le Hainaut, Lille, Douai et Orchies ont formé l'union d'Arras, le 6 janvier 1579. Ce traité, signé à l'abbaye de Saint-Waast, entérine les promesses de l'archiduc Matthias et réaffirme les grands principes de la pacification de Gand et de l'union de Bruxelles. L'Union vise à maintenir la religion catholique et à se réconcilier avec Philippe II en conservant les privilèges des provinces.
Le 23 janvier 1579, sans que Guillaume d'Orange soit présent, mais sous l'inspiration de son frère, Jean de Nassau, est votée en réponse à l'union d'Arras l'union d'Utrecht qui fédère les États de Hollande, de Zélande, d'Utrecht, de Gueldre et la province de Groningue avec de grandes villes du sud comme Bruges, Gand, Bruxelles et Anvers. Cette union réaffirme l'alliance contre l'Espagne et pose la base d'un nouvel État confédéral.
Le 17 mai, le traité d'Arras conclut la paix des États du sud avec le roi d'Espagne : Farnèse accepte ainsi le retour des privilèges traditionnels et le respect des décisions prises par les États généraux, en échange du passage sous son autorité des provinces du sud. Le roi d'Espagne, mécontent de tant de concessions, signe cependant l'accord le 12 septembre 1579.
Farnèse reprend ensuite la campagne militaire dans les terres de l'union d'Utrecht, et met le siège à Maastricht. Après la chute de la ville, une grande partie des catholiques se rallient à lui, et plusieurs villes rejoignent la paix d'Arras.
Guillaume d'Orange cherche alors à nouveau l'appui du duc d'Anjou. La constitution proposée donne une part importante aux États généraux et aux provinces. Le traité est signé à Bordeaux le 23 janvier 1581.
Philippe II lui-même y met fin en proclamant, en mars 1580, la mise au ban de Guillaume d'Orange, et offre 25 000 écus et l'anoblissement à qui parvient à le tuer. En réponse, Guillaume publie son Apologie où il se justifie. Même si les États généraux continuent de lui apporter leur soutien, une telle lettre de réponse à son souverain est mal perçue à l'étranger comme dans les Pays-Bas.

### La période de la sécession des Provinces-Unies

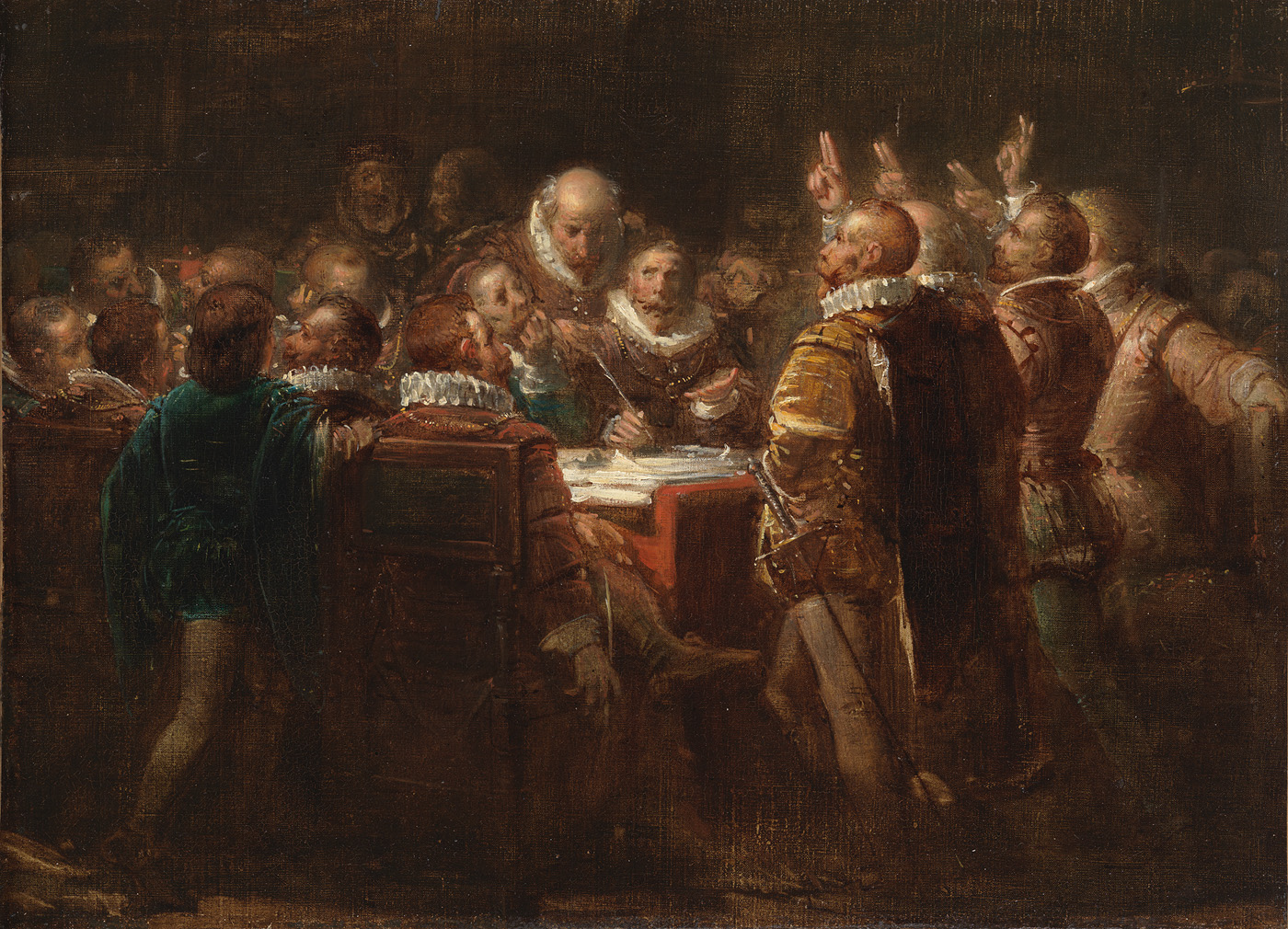
Le vote de l'acte de La Haye (24 juillet 1581).

#### L'acte de déchéance dePhilippeII(juillet 1581) et l'avènement du duc d'Anjou
Le 24 juillet 1581, Guillaume d'Orange est proclamé chef du gouvernement, en tant que stathouder de Hollande et de Zélande. Le 26 juillet, les États généraux promulguent l'acte de La Haye, par lequel Philippe II est déchu de tous ses droits sur les Pays-Bas, droits qu'il tient de ses ancêtres les ducs de Bourgogne de la maison de Valois, notamment Charles le Téméraire et Marie de Bourgogne.
Cet acte de déchéance de Philippe, souverain des Pays-Bas, correspond à une proclamation d'indépendance envers Philippe, roi d'Espagne ; il constitue, de fait, le point de départ d'un nouvel État, les Provinces-Unies, qui, dans un premier temps, reste monarchique.
La voie est donc libre pour le prince choisi par les États généraux, François d'Anjou. En août 1581, il revient aux Pays-Bas à la tête de troupes qui parviennent à mettre en échec Alexandre Farnèse. Mais faute de moyens, il est obligé de les licencier et part peu après en Angleterre. Farnèse reprend l'offensive, qui est facilitée par son refus de représailles contre les habitants des villes reprises.
En février 1582, François d'Anjou, revenu aux Pays-Bas, fait son entrée à Anvers et est couronné duc de Brabant dans la cathédrale, devenant formellement souverain des Pays-Bas à la place de Philippe II.

#### Tentative d'assassinat du prince d'Orange (mars 1582)
Le 18 mars 1582, Guillaume d'Orange est victime d'une tentative d'assassinat. Une balle entrée près de l'oreille droite et ressortie par la joue gauche lui casse deux dents et atteint la veine jugulaire. Le tireur, Jean de Jauregui, est tué sur place par les hallebardiers de la garde. Comme il est habillé à la française, les habitants d'Anvers pensent que le duc d'Anjou est derrière cette tentative. Mais l'enquête qui est menée permet de conclure à une motivation purement financière d'un groupe de comploteurs. Les membres de ce complot sont exécutés par écartèlement le 27 mars, mais Orange ayant demandé qu'ils meurent rapidement, ils sont préalablement étranglés.
Durant la convalescence du prince, sa jugulaire recommence à saigner. Il reçoit les soins du chirurgien Skon Thomas, qui parvient à arrêter le saignement en plaçant une boulette de plomb sur la blessure. Pendant dix-sept jours, des membres de sa famille et des domestiques se relaient pour maintenir cette boule en place. La plaie est définitivement cicatrisée le 18 avril. Le 22 avril, il se présente de nouveau en public. Épuisée par les veilles, Charlotte de Bourbon tombe malade et meurt le 5 mai 1582.
Farnèse décide au début de 1582 de recruter une dizaine de milliers de soldats en Espagne et en Italie, prenant ainsi l'ascendant militaire.

#### L'attaque d'Anvers par François d'Anjou (janvier 1583)
Le duc d'Anjou a de plus en plus de mal à tolérer les entraves que les États mettent à son futur pouvoir. Il est assez impopulaire, notamment dans les provinces calvinistes. Il organise au début de 1583 un coup de main sur plusieurs villes flamandes et brabançonnes, dans l'intention de détenir un pouvoir absolu, et d'interdire le protestantisme[réf. nécessaire]. Le 16 janvier 1583, ses troupes parviennent à s'emparer d'Ostende, de Dixmude, de Termonde, d'Alost et de Vilvorde. À Anvers où il réside, il attend le lendemain : vers midi, il fait entrer par traîtrise 3 000 fantassins et 600 cavaliers qui commencent à piller la ville (opération appelée « Franse Furie » par les Anversois, en souvenir de la Spaanse Furie de 1576). Mais les habitants de la ville se soulèvent contre les assaillants, et réussissent à les chasser.

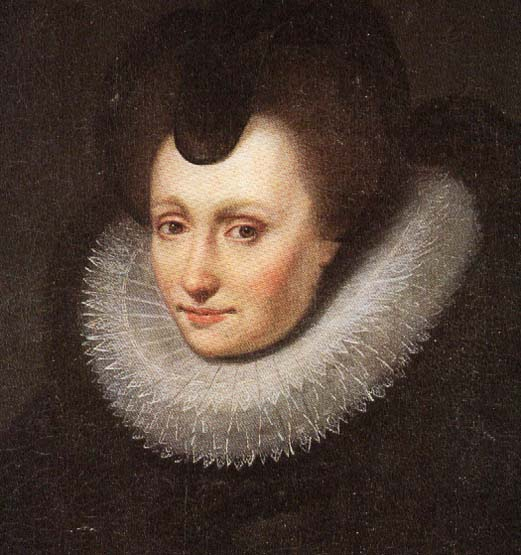
Louise de Coligny.

Orange sait qu'il a besoin d'appuis en France pour poursuivre la guerre contre l'Espagne. Il réussit une réconciliation avec le duc d'Anjou à Termonde le 18 mars 1583 : celui-ci accepte de se retirer à Dunkerque, en laissant ses troupes à la disposition des États.
Le 12 avril 1583, Guillaume prend pour quatrième épouse Louise de Coligny, d'une grande famille protestante française, dont l'amiral Gaspard de Coligny, mort lors de la Saint-Barthélemy en 1572. Il renforce ainsi les liens entre les insurgés néerlandais et les huguenots français.

#### La campagne d'Alexandre Farnèse de 1583-1584: de Dunkerque à Anvers
Partant des provinces royalistes de l'union d'Arras, Farnèse, dont les troupes sont mieux approvisionnées, l'emporte dans les provinces du sud. Il s'empare notamment de Dunkerque.
Guillaume d'Orange quitte Anvers pour Delft, constatant son échec à réunir les États et remporter la victoire.
Ypres et Bruges sont conquises, puis Gand, Bruxelles et Malines.
En vue de la défense d'Anvers, ville de la plus haute importance, Guillaume fait nommer bourgmestre extérieur (le plus important) de la ville Philippe de Marnix.
Le 3 juillet 1584, l'armée espagnole commence le siège d'Anvers, qui aboutira à la reddition de la ville le 18 août 1585. Mais Guillaume d'Orange disparaît une semaine après le début de ce siège.

### L'assassinat du prince d'Orange (10 juillet 1584)

Représentation de l'assassinat de Guillaume le Taciturne.

Durant cette période, Guillaume le Taciturne échappe encore à plusieurs tentatives d'assassinat, motivées par la forte somme promise par le roi d'Espagne.
Le 10 juillet 1584, le Comtois royaliste Balthazar Gérard parvient à déjouer la garde du prince dans son quartier général de Delft et le blesse mortellement d'un coup de pistolet.
Le prince est inhumé le 3 août dans l'église de Delft.
En ce qui concerne sa succession, son fils aîné Philippe-Guillaume, resté au service de Philippe II, hérite de ses biens situés en France, dans la Principauté d'Orange et dans les provinces occupées par l'armée espagnole.
Son fils cadet, Maurice, prend possession des fiefs situés dans l'Empire et dans les provinces du nord. Il prend aussi la place de son père à la tête de l'insurrection.

## Titres
- Stathouder de Hollande, Zélande, Utrecht et Frise
- Marquis de Veere et Vlissingen
- Comte de Nassau-Dillenburg, Katzenelnbogen et Vianden
- Vicomte d'Anvers
- Baron de Bréda, Pays de Cuijk, Grave, Diest, Herstal, Warneton, Beilstein, Arlay et Nozeroy
- Seigneur de Dasburg, Geertruidenberg, Hooge en Lage Zwaluwe, Klundert, Montfort, Naaldwijk, Niervaart, Polanen, Steenbergen, Willemstad, Butgenbach, Saint-Vith et Besançon

## Mariages et descendance

### 1551: mariage avec Anne d'Egmont (1533-1558)
Le 8 juillet 1551, Guillaume épouse la comtesse Anne d'Egmont (1533 – 1558), fille et héritière du comte Maximilien d'Egmont, comte de Buren et de Leerdam (nl).
Trois enfants sont nés de cette union :
- Marie d'Orange-Nassau (1553 – 1555) ;
- Philippe-Guillaume d'Orange-Nassau (1554 – 1618), prince d'Orange, qui épouse en 1606 Éléonore de Bourbon-Condé (1587 – 1619), fille du prince Henri Ier de Bourbon-Condé ;
- Marie d'Orange-Nassau (1556 – 1616), qui épouse en 1595 le comte Philippe de Hohenlohe-Neuenstein (mort en 1606).

### 1561: mariage avec Anne de Saxe (1544-1577)
Veuf en 1558, Guillaume se remarie le 25 août 1561 avec Anne de Saxe, fille de l'électeur Maurice de Saxe (1521-1553). Le mariage est dissous par un divorce en 1574.
Cinq enfants sont nés de cette union :
- Anne d'Orange-Nassau (1562 – 1562) ;
- Anne d'Orange-Nassau (1563 – 1588), qui épouse en 1587 Guillaume-Louis de Nassau-Dillenbourg (mort en 1620), fils de Jean VI de Nassau-Dillenbourg ;
- Maurice (1564 – 1565) ;
- Maurice de Nassau (1567 – 1625), comte de Nassau, stathouder de Hollande, stathouder de Zélande de 1584 à 1625, stathouder de Gueldre, d'Utrecht, et d'Overijssel de 1592 à 1625, prince d'Orange de 1618 à 1625, qui laisse une descendance illégitime, la lignée de Nassau-Leck, anoblie en Grande-Bretagne ;
- Émilie de Nassau (1569 – 1629), qui épouse en 1597 Manuel de Portugal (1568-1638).

### 1575: mariage avec Charlotte de Montpensier (1546-1582)
Le 24 avril ou le 12 juillet 1575, Guillaume épouse Charlotte de Montpensier (1546 – 1582), fille du duc Louis III de Montpensier.
Six enfants sont nés de cette union :
- Louise-Juliana (1576–1644), qui épouse en 1593 Frédéric IV du Palatinat (1574 – 1610) ;
- Élisabeth Flandrika (1577–1642), qui épouse en 1595 Henri de la Tour d'Auvergne, duc de Bouillon (1555–1623) et dont le fils sera « le Grand Turenne » ;
- Catherine Belgique (1578–1648), qui épouse en 1596 Philippe-Louis II de Hanau-Münzenberg (1576–1612) ;
- Charlotte Flandrina  (1579–1640), abbesse de l'abbaye Sainte-Croix de Poitiers ;
- Charlotte Brabantine (1580–1631), qui épouse en 1598 Claude de la Trémoille ;
- Émilie Antwerpiana (1581 – 1657), qui épouse en 1616 Frédéric-Casimir de Deux-Ponts-Landsberg (1585–1645).

### 1583: mariage avec Louise de Coligny (1555-1620)
En 1583, Guillaume épouse Louise de Coligny (1555 – 1620), fille de l'amiral Gaspard II de Coligny, veuve de Charles de Téligny, dont il a un fils :
- Frédéric-Henri (1584 – 1647), qui épouse en 1625 Amélie de Solms-Braunfels (1602 – 1675) et succède la même année à son demi-frère Maurice de Nassau comme stathouder de Hollande et de Zélande.

### Les quatre épouses de Guillaume le Taciturne

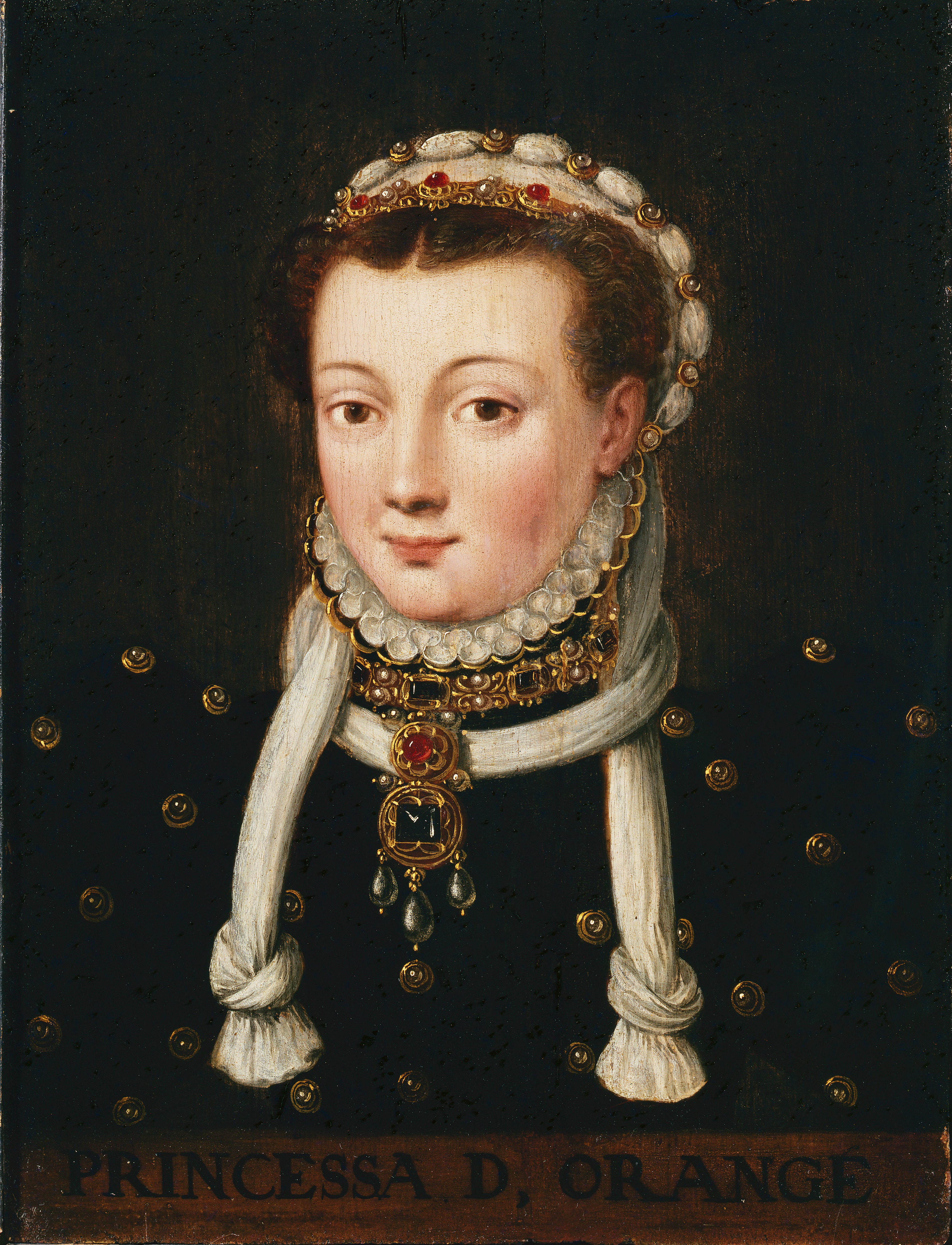
Anne d'Egmont, Dame de Buren.
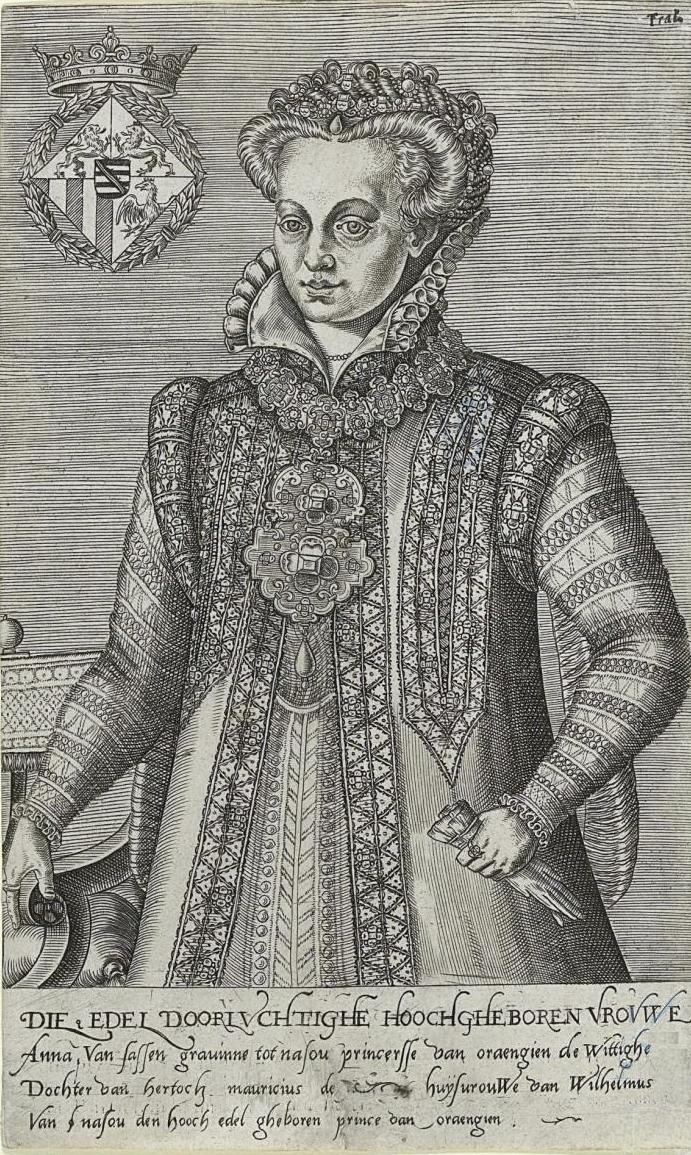
Anne de Saxe.
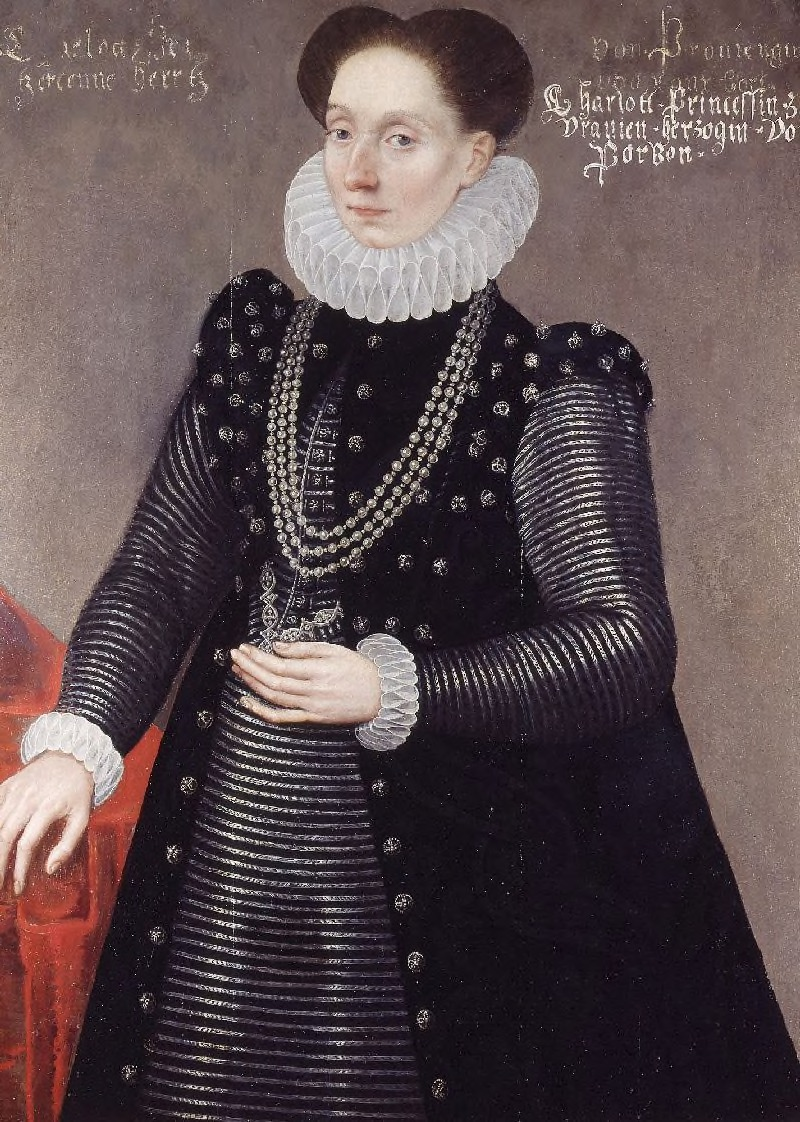
Charlotte de Bourbon-Montpensier.
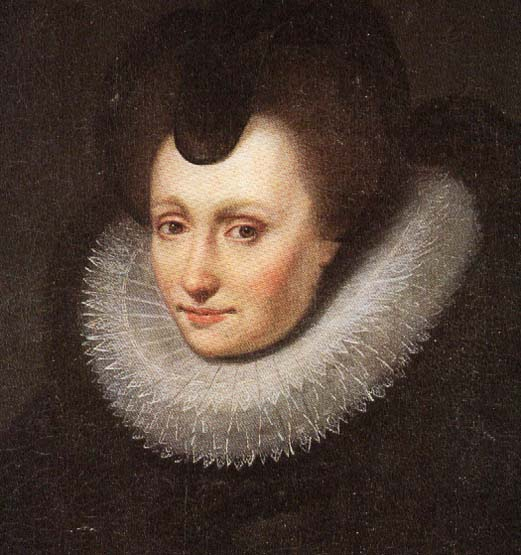
Louise de Coligny.

## Citations

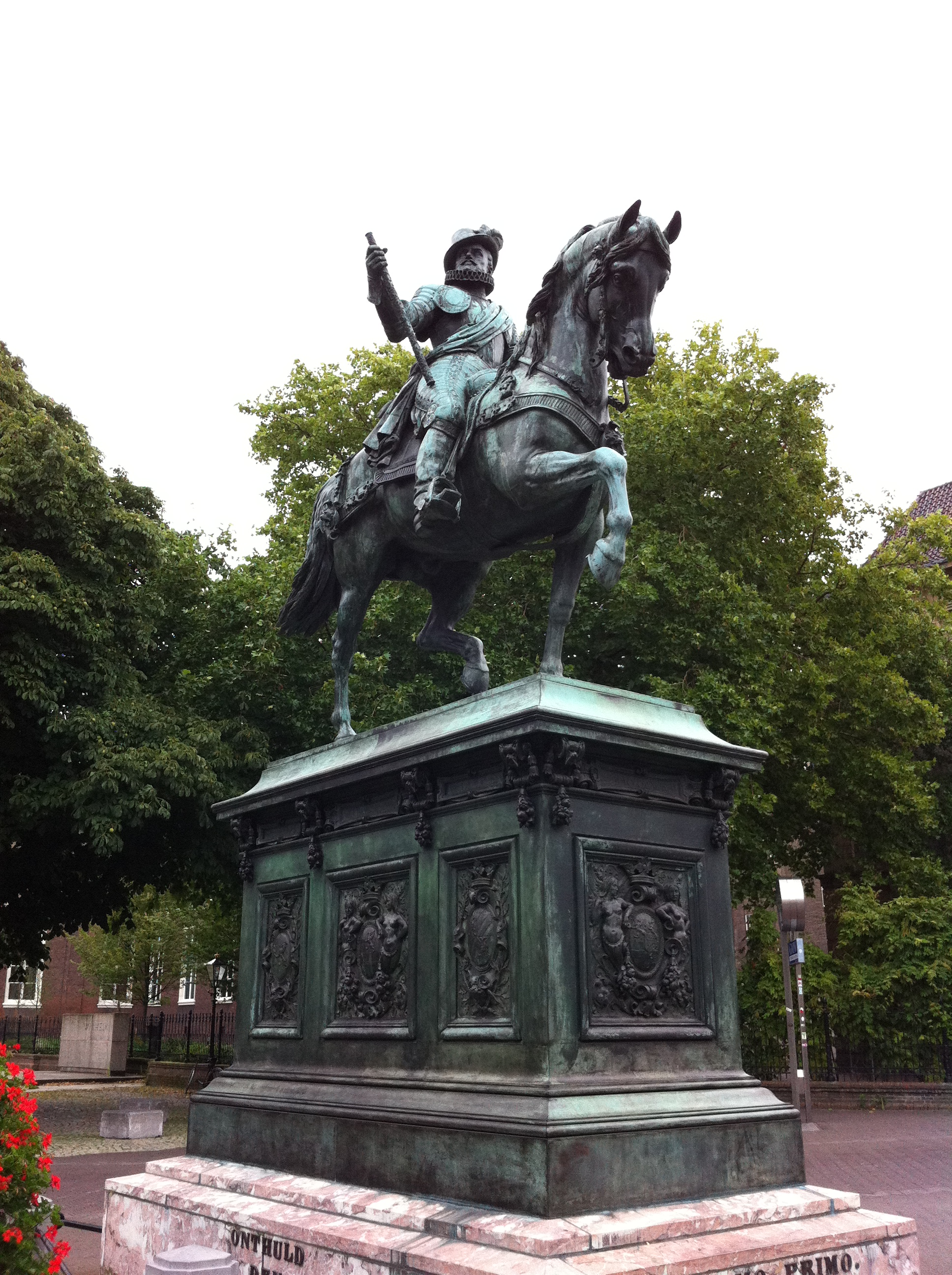
Statue équestre de d'Orange-Nassau, devant le Palais Noordeinde.

On prête au prince d'Orange d'avoir transformé le proverbe Audaces fortuna juvat en affichant sa nature pessimiste et taciturne  :

« Point n'est besoin d'espérer pour entreprendre, ni de réussir pour persévérer »

Cependant, ce proverbe n'a pas été trouvé dans les écrits de Guillaume Ier, et il est aussi parfois attribué à Guillaume II, Guillaume III ou encore Charles le Téméraire,.
Une des phrases les plus célèbres de Guillaume d'Orange est :

« Je ne peux pas admettre que les souverains veuillent régner sur la conscience de leurs sujets et qu'ils leur enlèvent la liberté de croyance et de religion. »

— Guillaume d'Orange
Cette déclaration, prononcée le 31 décembre 1564 au Conseil d'État (gouvernement), exprimait l'essence du conflit avec Philippe II.
Dans cette déclaration, comme en beaucoup d'autres circonstances, Guillaume d'Orange, qui parlait plusieurs langues, choisit le français. Ce n'est pas du mépris pour la langue flamande ou pour l'allemand, mais c'est que le français est généralement compris dans toutes les cours importantes d'Europe, sauf dans celle d'Espagne. Et, de plus, il est hors de question pour les révolutionnaires de parler en espagnol, alors que la cour d'Espagne affiche un refus prononcé de parler les diverses langues des États qui dépendent de Philippe II.
D'ailleurs, la devise du prince était — en français — : Je maintiendrai. À la fin de sa vie, il la compléta ainsi : Je maintiendrai l'honneur, la foy, la loi de Dieu, du Roy, de mes amis et moy. Toujours en français, cette profession de foi avait été inspirée par le baron de Sainte-Aldegonde, noble protestant d'une famille originaire de Savoie, mais né à Bruxelles. Souvent porte-plume des révolutionnaires, ce polyglotte a écrit divers ouvrages de polémique, un traité d'éducation dans lequel il prône la connaissance de plusieurs langues et un pamphlet contre l'Église catholique, De Bijenkorf, la « ruche » de Rome qui décrit et raille les mœurs dissolues de l'Église catholique.

## Guillaume d'Orange et les origines du drapeau néerlandais

Le drapeau du Prince d'Orange dans sa version originale.

Selon la tradition, c'est à Guillaume d'Orange qu'on doit le précurseur du drapeau des Pays-Bas rouge-blanc-bleu : le « drapeau du prince » (Prinsenvlag) avait les couleurs orange, blanc et bleu et l'orange aurait été remplacé par le rouge au fil du temps. Les raisons de ce changement supposé ne sont pas clairement établies et font l'objet de théories diverses.
La recherche historique a démontré qu'en réalité le drapeau rouge-blanc-bleu existait bien avant, peut-être dès 1409-1410 sous le règne de Guillaume VI : il était utilisé dans la marine, mais n'était pas un drapeau officiel ; il ne le deviendra qu'en 1664 sous le nom de « drapeau des États » (statenvlag).
Le « drapeau du prince » (orange-blanc-bleu) a été utilisé de 1572 à 1653 dans la marine militaire au service de Guillaume d'Orange, puis des Provinces-Unies, à la place du drapeau rouge-blanc-bleu, en l'honneur de la maison d'Orange ; les raisons exactes de cette décision prise par les États sous la présidence du grand-pensionnaire Johan de Witt sont encore controversées.
La marine marchande néerlandaise n'a jamais fait usage du prinsenvlag : par exemple, le pavillon de la Compagnie néerlandaise des Indes orientales, fondée en 1602, est toujours rouge-blanc-bleu, frappé du monogramme de la compagnie (VOC).

## Culture populaire
- Dans le jeu vidéo Civilization V : Gods and Kings par Firaxis Games, Guillaume d'Orange peut être incarné comme dirigeant des Pays-Bas.

### Sources primaires
- Béatrice Nicollier-de Weck (éditeur), Apologie ou défense de très illustre prince Guillaume d'Orange, comte de Nassau, Droz, 2022,  (ISBN 978-2-600-06353-1).
- Louis Prosper Gachard, Correspondance de Guillaume le Taciturne, prince d'Orange : publiée pour la première fois ; suivie de pièces inédites sur l'assassinat de ce prince et sur les récompenses accordées par Philippe II à la famille de Balthazar Gérard,
  - tome 1, Bruxelles, Vandale, 1847 : 319 lettres de ou à Guillaume d'Orange (du 30 septembre 1550 au 30 novembre 1560), 7 commissions d'officier et 1 commission de gouverneur
  - tome 2, Bruxelles, Muquardt, 1850 : 517 lettres (du 2 janvier 1561 au 30 avril 1567) et 4 appendices (lettres sur le mariage de Guillaume avec Anne de Saxe ; lettres de Marguerite à Philipe II sur Guillaume ; lettres concernant Bréderode ; lettres de Marguerite à Meghem et Noircarmes)
  - tome 3, Bruxelles, Muquardt, 1851 : 620 lettres (de mai 1568 au 15 août 1577) et 4 appendices (L'expédition de Guillaume en 1568 ; correspondance entre Albe et l'évêque de Liège (1568) ; négociations secrètes avec Guillaume (1573-1575) ; négociations de Gertrudenberg (1577))
  - tome 4, Bruxelles, Muquardt, 1854
  - tome 5, Bruxelles, Muquardt, 1866
  - tome 6, Bruxelles, Muquardt, 1857